# Löbau
Löbau (Ausspracheⓘ, obersorbisch Lubijⓘ) ist eine Große Kreisstadt im Landkreis Görlitz in der sächsischen Oberlausitz. Sie ist Teil und auch Verwaltungssitz der Verwaltungsgemeinschaft Löbau.
Sie liegt etwa 75 km östlich von Dresden, 18 km südöstlich von Bautzen und 25 km südwestlich von Görlitz.

## Geographie

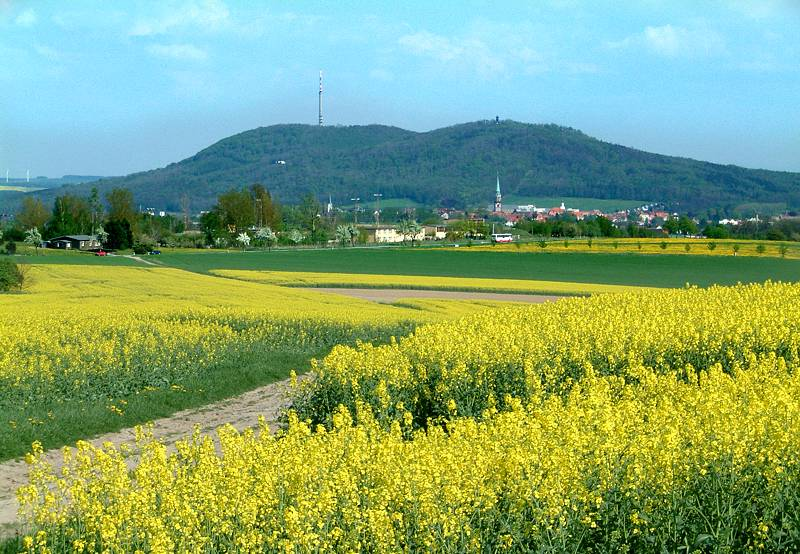
Löbau – Stadt am Berge

Löbau, Blick vom König-Friedrich-August-Turm

Löbau liegt am Ostrand des Lausitzer Berglandes und des Lausitzer Gefildes.
Der Ort liegt im Löbauer Kessel, im sächsischen Naturraum des Oberlausitzer Gefildes im Grenzbereich zum Oberlausitzer Bergland (Nördlicher Hauptkamm). Kleinräumlich grenzen an: südlich das Kottmarmassiv, östlich das Neißehügelland und nördlich die Gefildezone mit Übergang zur Lausitzer Tiefebene. Das Weichbild der Stadt wird vom östlich gelegenen Löbauer Berg (447 m) mit Schafberg (449 m) geprägt („Löbau – Stadt am Berge“), der Doppelgipfel bildet seit 1974 das 255 ha große Landschaftsschutzgebiet (LSG) „Löbauer Berg“.
Geologisch herrscht ein Untergrund aus Tiefengestein (Granodiorit) vor. Die Quellkuppe des Doppelberges Löbauer Berg / Schafberg entstand durch Vulkanismus im Tertiär und besteht aus Basaltgestein. Der Basalt ist zu Blöcken verwittert, die in Form von Gesteinshalden (Blockmeere oder „Steinerne Meere“) weite Flächen des Berges bedecken. Die tiefer gelegenen Teile des Löbauer Kessels (240 bis 270 m) haben die Gestalt welliger Lössplateaus, die aus Löss- und Auelehm, Sand/Kies sowie Granit bestehen.
Löbau liegt an der Einmündung der Seltenrein ins Löbauer Wasser, einem Zufluss der Spree.
Erwähnenswerte Geotope sind die Georgewitzer Skala (ein felsiger Taleinschnitt des Löbauer Wassers nördlich der Stadt) sowie die westlich gelegene Hügelkuppe des Bubenik (auch Kleine Landeskrone – 376 m), dessen Basaltquellkuppe seit 1938 Naturdenkmal ist.
Ferner zählt auch zur Stadt Löbau der 10 km südlich gelegene Berg Kottmar (583 m), an dessen Westhang sich eine der drei Spreequellen befindet.

### Nachbargemeinden
Nachbargemeinden von Löbau sind Vierkirchen im Norden, die Stadt Reichenbach/O.L. im Nordosten, Rosenbach im Südosten, Kottmar und Großschweidnitz im Süden, Lawalde im Südwesten und im Landkreis Bautzen die Gemeinde Hochkirch im Westen und die Stadt Weißenberg im Nordwesten.

### Stadtgliederung
Der Stadtrat der Großen Kreisstadt Löbau beschloss in seiner Sitzung vom 7. Juli 2011 eine neue Gliederung der Stadt. Dabei wurden die ehemals selbständigen Dörfer Altlöbau (bisher zu Löbau), Dolgowitz (bisher zu Rosenhain), Oelsa (bisher zu Löbau), Unwürde (bisher zu Laucha), Wendisch-Cunnersdorf (bisher zu Rosenhain) und Wendisch-Paulsdorf (bisher zu Rosenhain) als separate Stadtteile der Stadt Löbau erklärt. Das Kernstadtgebiet Löbau wurde zeitgleich in die Stadtteile Löbau-Mitte, Löbau-Neustadt, Löbau-Nord, Löbau-Ost, Löbau-Süd und Löbau-West gegliedert. Somit besteht das Stadtgebiet nunmehr aus 32 Stadtteilen:
- Altcunnewitz (Stara Chójnica)
- Altlöbau (Stary Lubij)
- Bellwitz (Bělecy)
- Carlsbrunn (Karlowa Studnja)
- Dolgowitz (Dołhaćicy),
- Ebersdorf (Habrachćicy)
- Eiserode (Njeznarowy)
- Georgewitz (Korecy)
- Glossen (Hłušina)
- Großdehsa (Dažin)
- Kittlitz (Ketlicy)
- Kleinradmeritz (Małe Radměrcy)
- Krappe (Krapow)
- Laucha (Luchow)
- Lautitz (Łuwoćicy)
- Löbau-Mitte
- Löbau-Neustadt
- Löbau-Nord
- Löbau-Ost
- Löbau-Süd
- Löbau-West
- Mauschwitz (Mučnica)
- Nechen (Njechań)
- Neucunnewitz
- Neukittlitz
- Oelsa (Wolešnica)
- Oppeln (Wopaleń)
- Rosenhain (Róžany)
- Unwürde (Wujer)

Stadtgliederung von Löbau

- Wendisch-Cunnersdorf (Serbske Kundraćicy)
- Wendisch-Paulsdorf (Serbske Pawlecy)
- Wohla (Walowy)

Mit Ausnahme der ehemaligen Siedlungen Körbigsdorf, Liebesdörfel, Tiefendorf und Peschen (Stwěšin) berücksichtigt die Gliederung des Stadtgebietes somit alle ehemals selbständigen Orte.

## Geschichte

### Ur- und Frühgeschichte

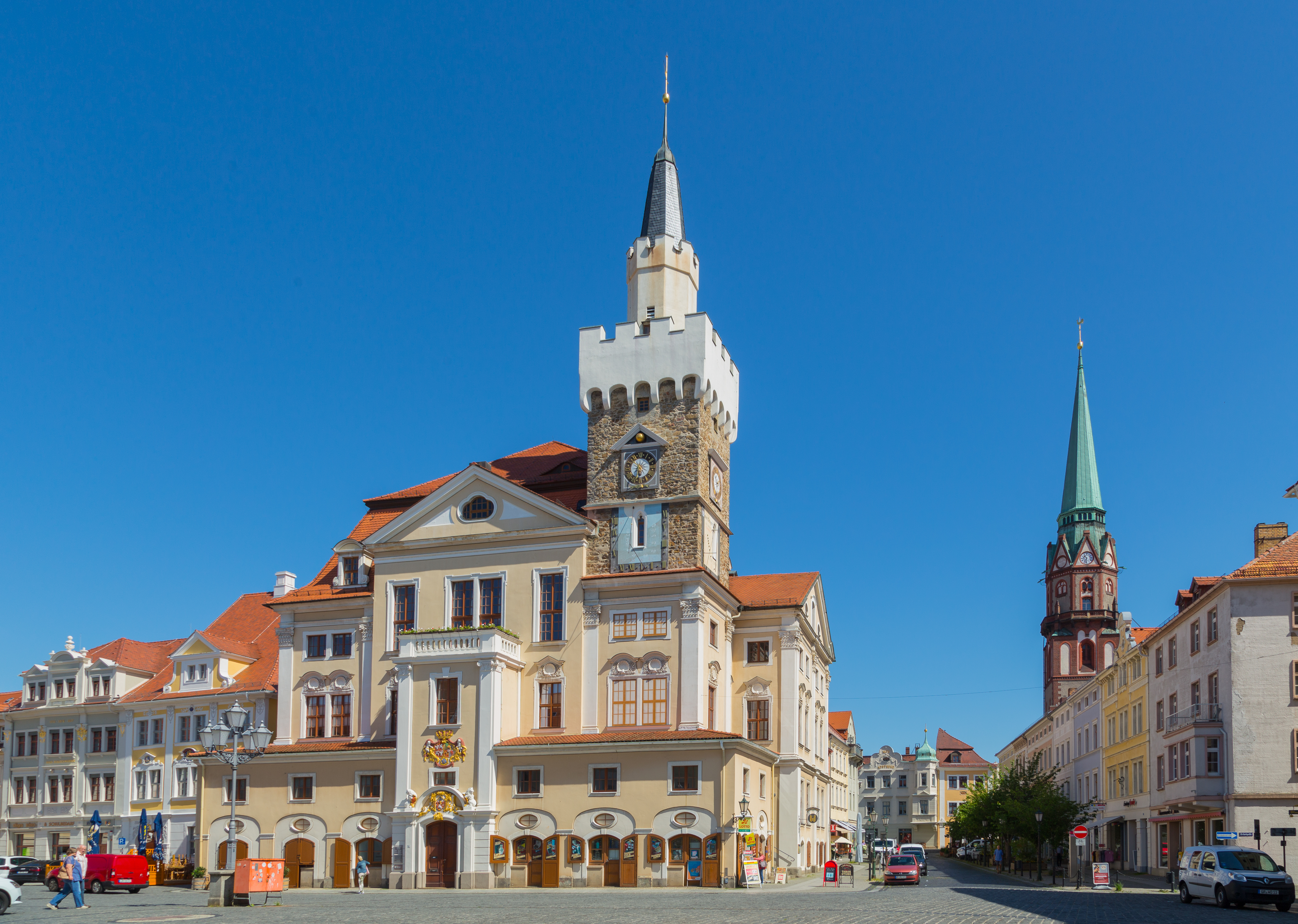
Altmarkt und Nicolaistraße

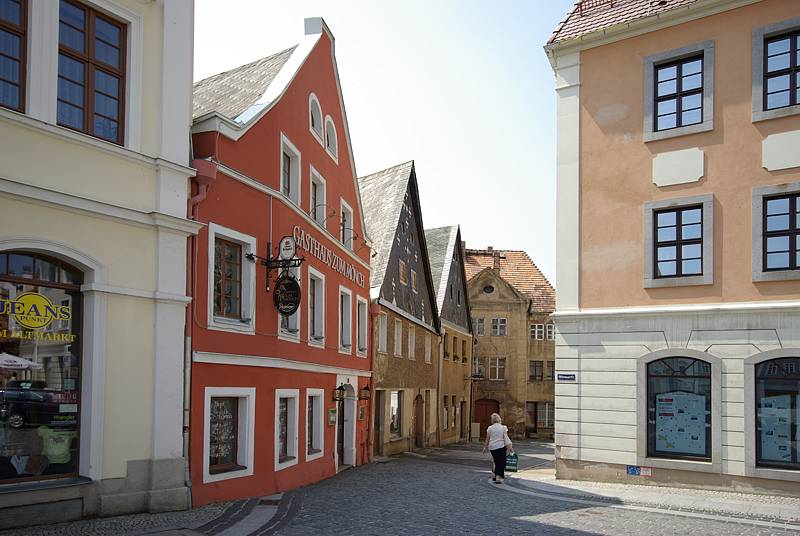
Blick in die Badergasse

Funde von Keramik- und Bronzegegenständen im Tal des Löbauer Wassers und eine befestigte Höhensiedlung (Ringwallanlage oder Schanze) auf dem Schafberg belegen die urgeschichtliche Besiedlung der Gegend in der bronzezeitlichen Lausitzer Kultur (um 1000 v. Chr.). Etwa 800 m südwestlich des Löbauer Stadtteils Bellwitz finden sich auf einem Felsvorsprung über dem Löbauer Wasser die Überreste der slawischen Befestigung Bielplatz Bellwitz aus frühgeschichtlicher Zeit.

### Mittelalter
Löbau wurde im Jahre 1221 als Lubaw durch Bischof Bruno II. von Meißen erstmals erwähnt. Der Name stammt aus dem Sorbischen, die Bedeutung ist jedoch nicht gesichert. Die Stadt wurde um 1200 im Rahmen der Deutschen Ostsiedlung unter böhmischer Herrschaft (Ottokar I.) auf einem Plateau oberhalb der sumpfigen Talaue des Löbauer Wassers planmäßig angelegt.
Seiner ursprünglichen Bestimmung nach war Löbau als Handels- und Gewerbeort geplant und wurde mit Stadtmauern befestigt. Bis 1319 folgten Stadterweiterungen zu einer typischen Ackerbürgerstadt. 1336 wurde das hiesige Franziskanerkloster erstmals erwähnt.
Löbau gehörte dem Oberlausitzer Sechsstädtebund an, der hier 1346 gegründet wurde. Wegen ihrer zentralen Lage in der Oberlausitz blieb die Stadt bis 1815 Konventsort des Bundes. 1359 wurde erstmals ein Kirchenbau mit dem Namen capella Beatae Virginis extra muros (Kirche der heiligen Jungfrau außerhalb der Mauer) erwähnt. Es ist heute unbekannt ob der Bau schon vor der Ersterwähnung 1221 bestand.
Verheerende Brände legten Stadtteile immer wieder in Schutt und Asche. Wie es einst in vielen Straßen ausgesehen hat, zeigt ein Blick in die Badergasse – die Häuser standen meist mit dem Giebel zur Straße.

### Frühe Neuzeit

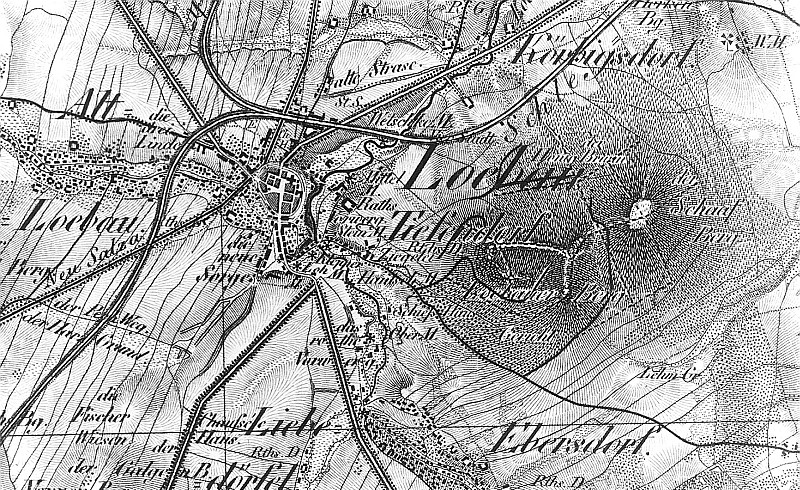
Karte von Oberreit mit Löbau um 1845

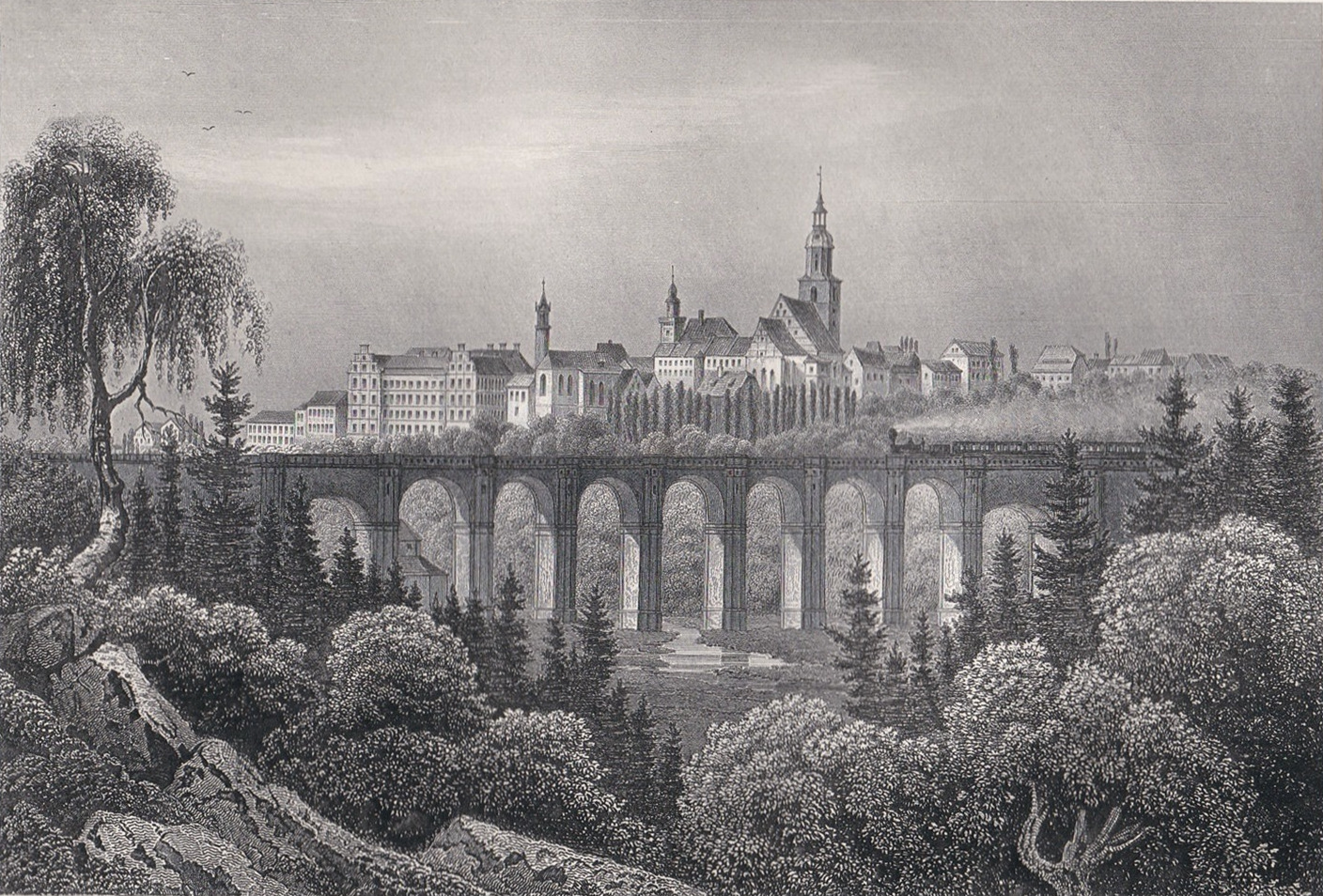
Ansicht um 1850

Löbau wurde während der Hussitenkriege, die von 1424 bis 1434 auch die Oberlausitz heimsuchten, mehrmals belagert und erstürmt, so 1425 und 1428. Im letztgenannten Jahr erfolgte damit im Zusammenhang eine Brandstiftung durch einen hussitisch gesinnten Stadtbürger, wobei Löbau zum größten Teil den Flammen zum Opfer fiel. Im Jahr 1430 standen die Hussiten erneut vor den Toren der wiederaufgebauten Stadt. Die Stadt ergab sich diesmal den Böhmen, wurde verschont und besetzt. Die böhmisch-hussitischen Besatzer bauten die kleine Sechsstadt 1431 zum „Militärischen Hauptstützpunkt in den Sechslanden“ aus. Die Hussiten beherrschten in jener Zeit mehr oder minder die Oberlausitz. Die Situation in der Oberlausitz sollte sich jedoch nach der hussitischen Niederlage in der Schlacht von Lipany 1434 grundlegend ändern. Auch spätere Kriege, so der Oberlausitzer Pönfall (1547) und der Dreißigjährige Krieg (1618 bis 1648) sowie sechs Stadtbrände setzten Löbau schwer zu. So legte 1678 ein Brand die Hälfte der Stadt in Asche. Gleiches passierte am 20. Oktober 1710. Im 17. Jahrhundert hatte die Stadt landesherrliche Privilegien, zum Beispiel Marktrecht, Braurecht und Bannmeile. Um 1700 gab es eine Blütezeit der Leinenweberei und umfangreichen Fernhandel bis nach Übersee.
Nach dem Stadtbrand von 1710 folgten weitere städtebauliche Veränderungen, z. B. der Barockbau des Rathauses (1711) und zahlreiche Bürgerhäuser.
Im Zuge der Industrialisierung wurde Löbau durch Chausseen mit Görlitz (1822), Bautzen (1824) und Zittau verbunden. Im Dezember 1846 erreichte die Bahnstrecke Dresden–Görlitz Löbau; 1847 wurden die letzten 24 Streckenkilometer nach Görlitz fertiggestellt. Von dieser bedeutenden Bahnstrecke wurden einige Zweigbahnen gebaut: 1848 die 34 Kilometer lange Bahnstrecke Zittau–Löbau, 1873 die 16 Kilometer lange Bahnstrecke nach Ebersbach, 1895 die 40 Kilometer lange Bahnstrecke nach Weißenberg und 1928 die 19 km lange Strecke nach Cunewalde.
Im 19. Jahrhundert dominierte die Textilindustrie in der Kleinstadt. Die erste Fabrik Löbaus war die 1835 von Hildebrandt gegründete Rot- und Buntfärberei, aus der mehr als 100 Jahre später VEB Oberlausitzer Textilbetriebe hervorgingen. Daneben gab es jedoch noch vielfältige andere Industrien mit dem Schwerpunkt Verarbeitung wie z. B.: Natursteinverarbeitung, Ziegelei, Brauerei, Essigherstellung, Zuckerfabrik, Nudelherstellung, Käserei, Molkerei und Schlachthof, aber auch Maschinenbau, Gummi- und Kohlensäurefabrikation. Einige von ihnen gibt es heute (2022) noch, zum Beispiel die 1859 gegründete Klavierfabrik August Förster.
Im Jahre 1898 wurde ein Elektrizitätswerk eröffnet und ein Gaswerk betrieben. Günstig wirkte sich bei der industriellen Entwicklung die Lage Löbaus an der Bahnstrecke Dresden–Breslau aus.
Bis ins frühe 20. Jahrhundert wurde in den Dörfern westlich und nördlich von Löbau – z. B. Großdehsa, Oelsa, Kittlitz – noch der Löbauer Dialekt des Sorbischen gesprochen; dieser ist mittlerweile ausgestorben.

### 20. Jahrhundert

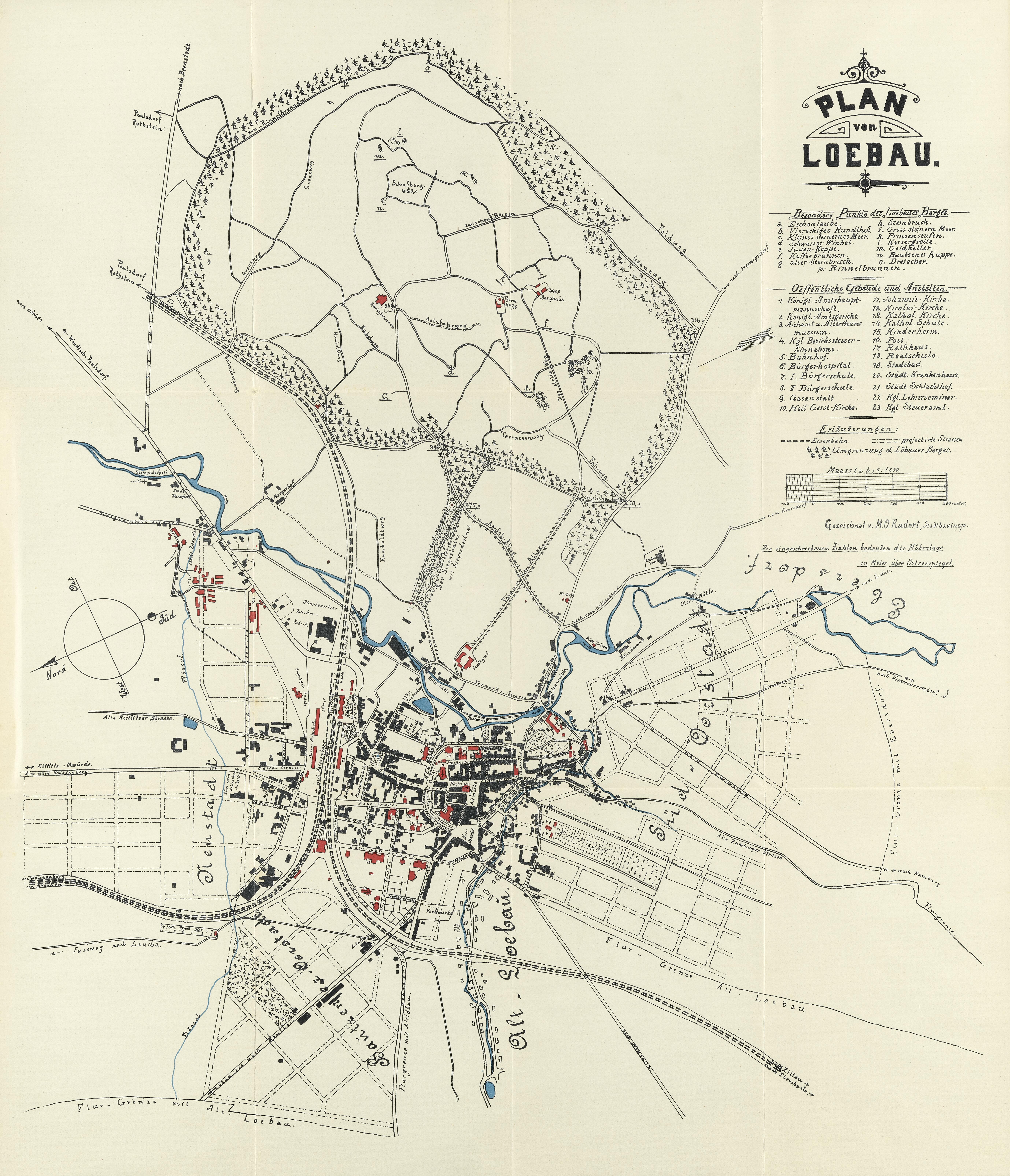
Karte von Löbau (1909)

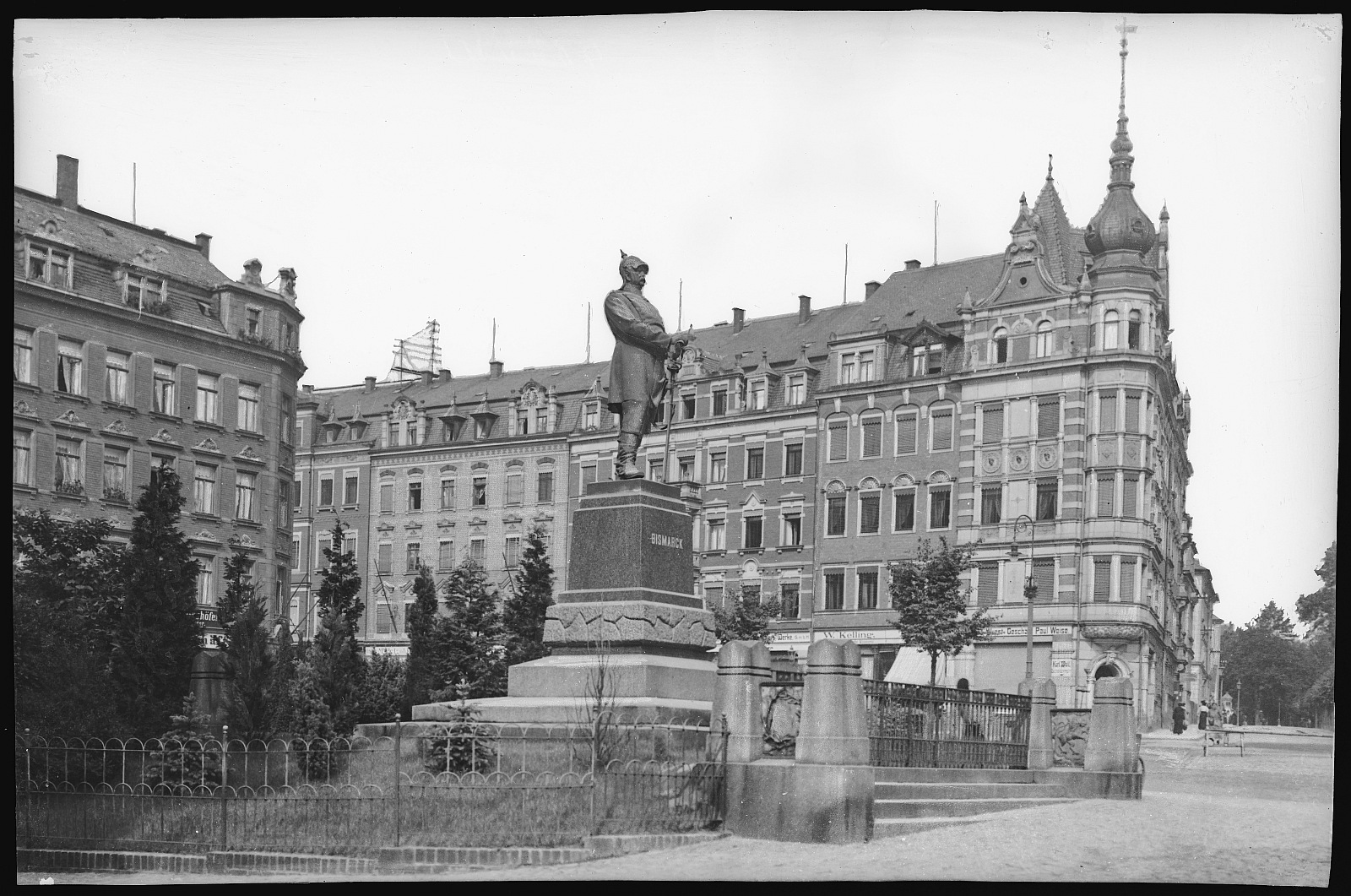
Königsplatz 1912 mit Bismarckdenkmal

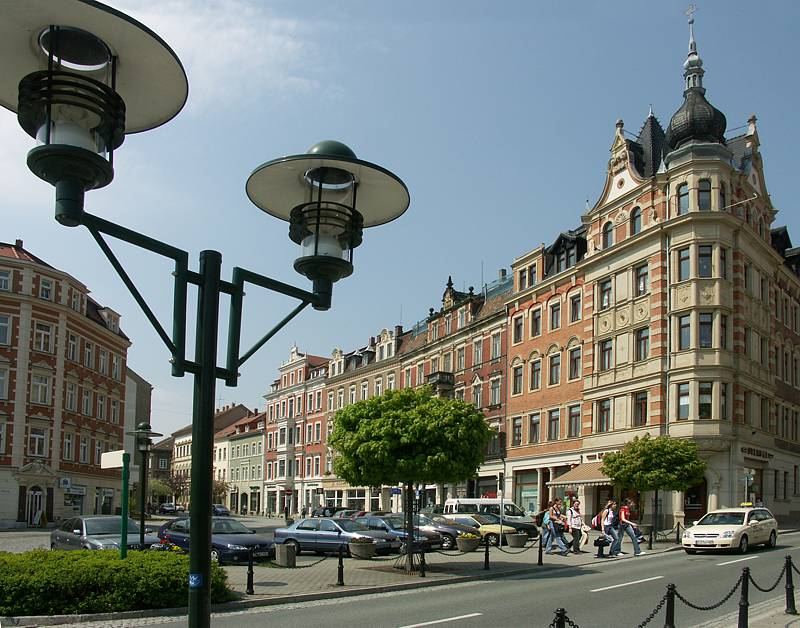
Wettiner Platz 2006, heute als Gründerviertel denkmalgeschützt

Anfang des 20. Jahrhunderts war die Stadt wirtschaftlicher und kultureller Mittelpunkt der Amtshauptmannschaft Löbau mit Kreditinstituten, einigen Ämtern, wie Finanzamt, Gesundheitsamt, Garnison, Polizei sowie Kreisgericht mit einem Gefängnis. 1912 erfolgte der Bau eines Krankenhauses.
1923 wurde eine Zeitungsdruckerei eröffnet und 1924 erschien die „Volkszeitung für die Oberlausitz“. Eine künstlerische Spielstätte am Theaterplatz war geplant, wurde aber nie gebaut.
Anfang des 20. Jahrhunderts gab es eine Handelsschule, Berufsschule und Gewerbeschule.
Lehrerbildungsstätten gab es in der Stadt von 1873 bis 1998 (1873–1935 Königliches Lehrerseminar, 1955–1990 Institut für Lehrerbildung, 1993–1999 Staatliche Seminare für das Lehramt an Grund- bzw. Mittelschulen).
Von 1914 bis 1991 war Löbau Garnisonsstadt. Beginnend mit einer Jägerkaserne (1914) bis hin zu einer Offiziershochschule der Landstreitkräfte „Ernst Thälmann“ (1963). Während des Ersten Weltkrieges war Löbau Standort eines Reservelazaretts und mit Kriegsproduktion befasst. Zum Ende des Zweiten Weltkrieges 1945 war die Stadt von unmittelbaren Kriegshandlungen nicht betroffen; Soldaten der Wehrmacht sprengten aber in der Nacht vom 7. auf den 8. Mai 1945 alle verkehrswichtigen Eisenbahnbrücken und Straßenbrücken, darunter den Löbauer Viadukt und die Brücke der Jugend (1927 als Hindenburgbrücke eingeweiht).
Am 8. Mai 1945 rückten Verbände der Roten Armee kampflos ein.
Am 9. Juni übernahm die Sowjetische Militäradministration in Deutschland (SMAD) mit Sitz in Berlin-Karlshorst die Regierungsgewalt in der SBZ (sowjetische Besatzungszone).

### Nachkriegszeit
In der Zeit nach 1945 wuchsen Bevölkerung und Wirtschaft (vor allem die Textilindustrie); Löbau wurde Kreisstadt (Kreis Löbau).
1950 wurde das „Stadion der Jugend“ am Fuße des Löbauer Berges eröffnet. Nach 1960 wuchs und erweiterte sich die Stadt durch neue Wohngebiete Süd (1955), Nord (1972) und Ost (1981). Die Entwicklung des Industrie- und Bevölkerungszentrums um Ebersbach und Neugersdorf im Süden des Kreises hatte auch Auswirkungen auf Löbau.
Während der Ereignisse am 17. Juni 1953 in der DDR kam es in Löbau selbst zu Streiks in fünf Betrieben der Textilindustrie mit etwa 6.000 Beteiligten, jedoch nicht zu Demonstrationen oder Ausschreitungen gegen Einrichtungen des Staates oder staatstragender Organisationen wie etwa im nicht weit entfernten Görlitz. Die örtlichen Betriebsparteiorganisationen der SED verhielten sich den Ereignissen gegenüber passiv.
1988 erhielt die Stadt ein weiteres Wahrzeichen: der 162 Meter hohe Betonturm des neuen Fernseh- und Hörrundfunksenders Löbau auf dem Schafberg wurde fertiggestellt. In den 1970er und 1980er Jahren herrschte das Erscheinungsbild einer Textilindustrie- und Garnisonsstadt vor.
Löbau gehörte zum sogenannten Tal der Ahnungslosen: dort konnten UKW-Radio- und Fernsehübertragungen aus dem damaligen Gebiet der Bundesrepublik Deutschland (in der DDR Westfernsehen genannt) auch mit großem Aufwand nicht terrestrisch empfangen werden.

### Nach 1990
Nach der Wiedervereinigung Deutschlands von 1990 folgte ein tiefgreifender Strukturwandel (Niedergang des Großteils der Industriebetriebe, Auflösung der Offiziershochschule), verbunden mit Bevölkerungsrückgang und Kaufkraftverlust. Im Zuge der Kreisreform von 1994 verlor Löbau seinen Status als Kreisstadt (LÖB). Im neu gebildeten Landkreis Löbau-Zittau (ZI), der mit der sächsischen Kreisreform 2008 im neu gebildeten Landkreis Görlitz aufging, erlangte sie zwar 2000 den Status einer Großen Kreisstadt, verlor aber fast alle politisch-administrativen Funktionen an Zittau.
Nach erfolgreicher innerstädtischer Sanierung und Innenstadtgestaltung in den 1990er Jahren überwiegt ein kleinstädtischer Ortscharakter. Löbau zählt neben Kamenz und Niesky zu den kleineren Städten der Oberlausitz mit sehenswerter Innenstadt und einer touristisch reizvollen landschaftlichen Umgebung.

### Eingemeindungen
Im Jahr 1934 wurde Altlöbau nach Löbau eingemeindet. Es folgten Oelsa 1979, drei Gemeinden 1994, Ebersdorf 1999 und Kittlitz 2003.
In den Jahren 1938, 1974 und 1994 wurden insgesamt zehn ehemals selbständige Orte nach Kittlitz eingemeindet.
| Ehemalige Gemeinde  | Datum          | Anmerkung                                             |
| ------------------- | -------------- | ----------------------------------------------------- |
| Altlöbau            | 1. April 1934  |                                                       |
| Bellwitz            | 22. März 1970  | Zusammenschluss mit Georgewitz zu Georgewitz-Bellwitz |
| Carlsbrunn          | 1. April 1974  | Eingemeindung nach Kittlitz                           |
| Ebersdorf           | 1. Januar 1999 |                                                       |
| Eiserode            | 1. Januar 1994 |                                                       |
| Georgewitz          | 22. März 1970  | Zusammenschluss mit Bellwitz zu Georgewitz-Bellwitz   |
| Georgewitz-Bellwitz | 1. März 1994   | Eingemeindung nach Kittlitz                           |
| Glossen             | 1. April 1974  | Eingemeindung nach Lautitz                            |
| Großdehsa           | 1. März 1994   |                                                       |
| Kittlitz            | 1. Januar 2003 |                                                       |
| Kleinradmeritz      | 1. März 1994   | Eingemeindung nach Kittlitz                           |
| Krappe              | 1. April 1974  | Eingemeindung nach Kittlitz                           |
| Laucha              | 1. April 1938  | Eingemeindung nach Kittlitz                           |
| Lautitz             | 1. März 1994   | Eingemeindung nach Kittlitz                           |
| Oelsa               | 1. Januar 1979 |                                                       |
| Oppeln              | 1. April 1974  | Eingemeindung nach Kittlitz                           |
| Rosenhain           | 1. März 1994   |                                                       |
| Unwürde             | 1. April 1938  | Eingemeindung nach Kittlitz                           |
| Wohla               | 1. April 1974  | Eingemeindung nach Kittlitz                           |

### Einwohnerentwicklung
Einwohnerzahlen (bis 2010 Kernstadt ohne Stadtteile, ab 2011 gesamte Stadt)
| Jahr | Einwohner |
| ---- | --------- |
| 1502 | 1.200     |
| 1730 | 2.211     |
| 1790 | 2.400     |
| 1832 | 2.446     |
| 1842 | 3.041     |
| 1846 | 3.623     |
| 1852 | 3.854     |
| 1856 | 3.921     |
| 1858 | 4.107     |
| 1861 | 4.413     |
| 1864 | 5.022     |
| 1867 | 5.721     |
| 1871 | 5.862     |
| 1875 | 6.226     |
| 1880 | 6.651     |
| 1885 | 6.977     |

| Jahr | Einwohner |
| ---- | --------- |
| 1890 | 7.623     |
| 1895 | 8.736     |
| 1900 | 9.637     |
| 1905 | 10.683    |
| 1910 | 11.837    |
| 1925 | 12.635    |
| 1934 | 14.574    |
| 1948 | 18.386    |
| 1964 | 16.805    |
| 1971 | 17.488    |
| 1988 | 18.326    |
| 1990 | 17.567    |
| 1991 | 17.071    |
| 1992 | 16.375    |
| 1993 | 16.157    |
| 1994 | 15.719    |

| Jahr | Einwohner |
| ---- | --------- |
| 1995 | 15.363    |
| 1996 | 15.102    |
| 1997 | 14.863    |
| 1998 | 14.691    |
| 1999 | 14.500    |
| 2000 | 14.177    |
| 2001 | 13.791    |
| 2002 | 13.719    |
| 2003 | 13.553    |
| 2004 | 13.447    |
| 2005 | 13.301    |
| 2006 | 13.083    |
| 2007 | 12.720    |
| 2008 | 12.540    |
| 2009 | 12.314    |
| 2010 | 12.046    |

| Jahr | EW (mit Stadtteilen) |
| ---- | -------------------- |
| 2011 | 15.748               |
| 2012 | 15.638               |
| 2013 | 15.531               |
| 2014 | 15.288               |
| 2015 | 15.353               |
| 2016 | 15.003               |
| 2017 | 14.767               |
| 2018 | 14.643               |

## Politik

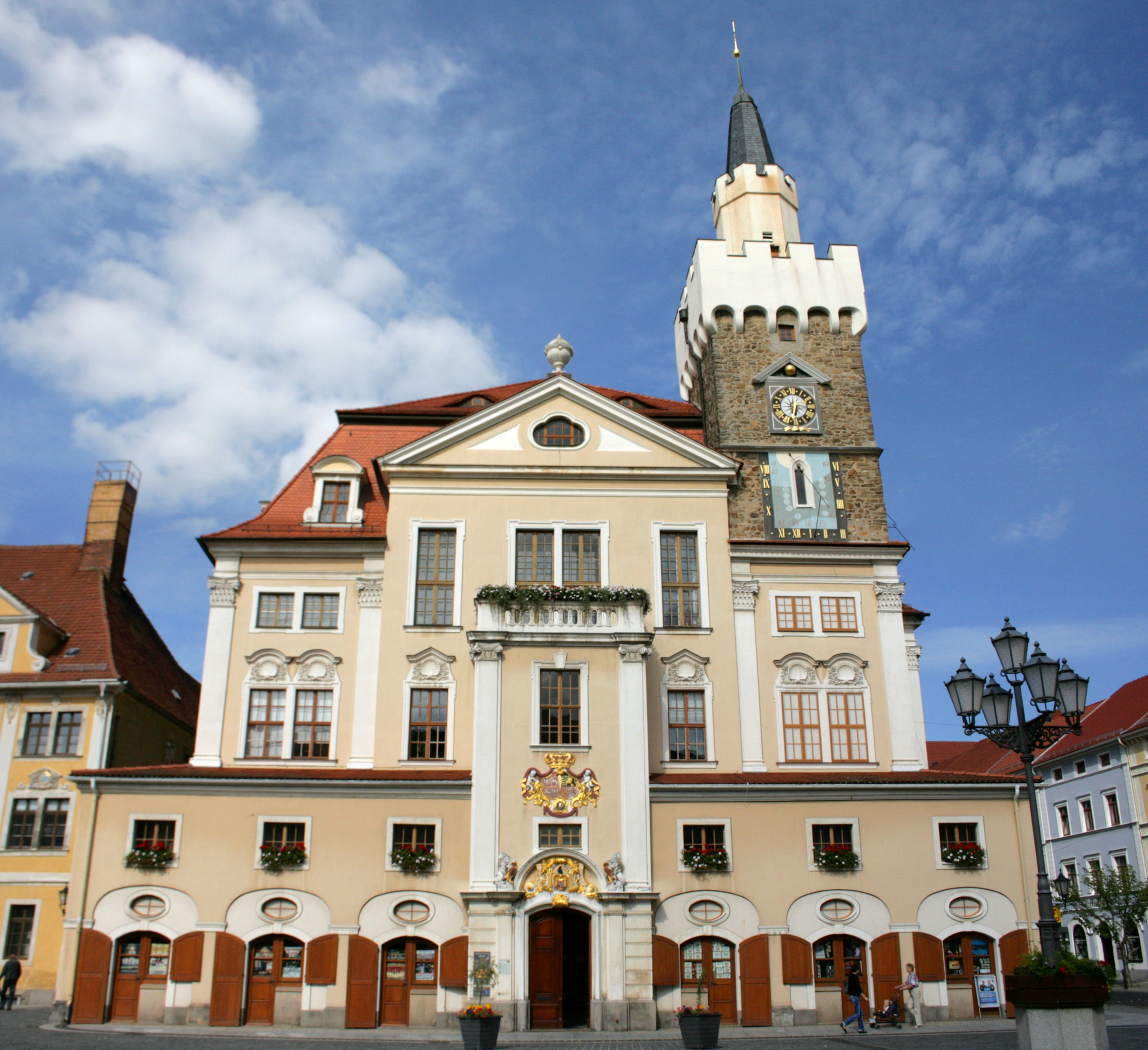
Rathaus

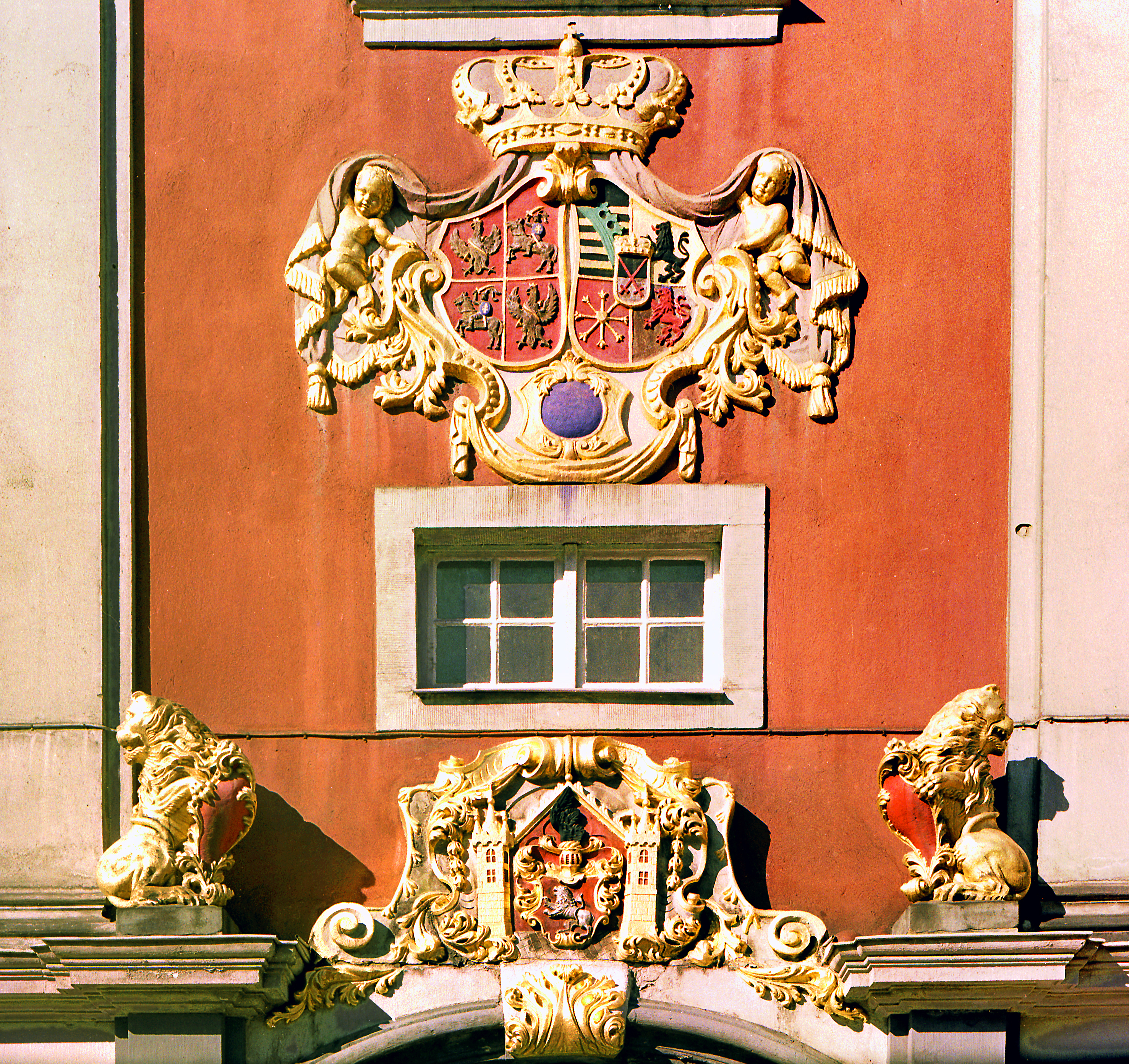
Sächsisch-polnisches Doppelwappen und Stadtwappen am Rathaus

### Stadtrat
Der Stadtrat der Stadt Löbau hat insgesamt 22 Mitglieder. Sie gehören seit der Stadtratswahl am 9. Juni 2024 folgenden Parteien oder Wählervereinigungen an:
|      | CDU | Die Linke | Bürgerliste | BO/FS* | AfD | Gesamt |
| 2024 | 4   | 2         | 8           | 1      | 7   | 22     |

* Bündnis Oberlausitz/Freie Sachsen
Nach den vergangenen Wahlen setzte sich der Stadtrat jeweils wie folgt zusammen:
|      | CDU | Die Linke | Bürgerliste | FDP | SPD | AfD | Gesamt |
| 1999 | 9   | 7         | 3           | 1   | 2   | –   | 22     |
| 2004 | 8   | 7         | 4           | 2   | 1   | –   | 22     |
| 2009 | 7   | 5         | 6           | 3   | 1   | –   | 22     |
| 2014 | 6   | 5         | 10          | 1   | 0   | –   | 22     |
| 2019 | 4   | 3         | 8           | 0   | –   | 7   | 22     |

### Ortschaftsräte
In den eingegliederten Orten gibt es jeweils einen zuständigen Ortschaftsrat mit einem Ortsvorsteher. Die Hauptsatzung der Stadt Löbau hat hierzu die Ortschaftsverfassung für vier Ortschaften eingeführt. Es gibt die Ortschaft Ebersdorf (Stadtteil Ebersdorf), die Ortschaft Großdehsa (Stadtteile Eiserode, Großdehsa, Nechen und Peschen), die Ortschaft Kittlitz (Stadtteile Altcunnewitz, Bellwitz, Carlsbrunn, Georgewitz, Glossen, Kittlitz, Kleinradmeritz, Krappe, Laucha, Lautitz, Mauschwitz, Neucunnewitz, Neukittlitz, Oppeln und Wohla) sowie die Ortschaft Rosenhain (Stadtteile Dolgowitz, Rosenhain, Wendisch-Cunnersdorf und Wendisch-Paulsdorf).
Die Ortschaftsräte werden von der Bevölkerung der Ortschaft bei jeder Kommunalwahl gewählt. Sie sind zu wichtigen, die Ortschaft betreffenden Angelegenheiten zu hören. Der Ortsvorsteher wird von den jeweiligen Ortschaftsräten gewählt.

### Stadtoberhäupter
An der Spitze der Stadt stand der Consul regens, der regierende Bürgermeister. Ihm standen die Exconsule, das sind der 1. und 2. stellvertretende Bürgermeister zur Seite. Unter diesen drei Bürgermeistern des Konsulats wechselte die Regierung.
Heutiges Stadtoberhaupt ist der Bürgermeister, seit 1. Januar 2000 Oberbürgermeister, der von der Bevölkerung auf sieben Jahre direkt gewählt wird. Sein ständiger Vertreter war der „Erste Beigeordnete“ mit der Amtsbezeichnung „Bürgermeister“, seit 2016 ist es der Hauptamtsleiter, gefolgt vom Kämmerer.
Bürgermeister bzw. (ab 2000) Oberbürgermeister
- 1831–1832: Carl Heinrich Schluckwerder
- 1832–1842: Karl Benjamin Schöbel
- 1842–1850: Moritz Lieberecht Friedrich
- 1850–1883: Karl Hartmann
- 1883–1890: Ferdinant Paul Damm
- 1890–1912: Carl Ernst Otto Mücklich[14]
- 1912–1922: Georg Wilhelm Schaarschmidt
- 1922–1945: Otto Willi Ungethüm (NSDAP, von sowjetischen Kräften verhaftet, in Bautzen gestorben)
- 1945: Johannes Bobeth (11.–23. Mai, eingesetzt von der sowjetischen Kommandantur)
- 1945–1946: Otto Hermann (von sowjetischen Kräften verhaftet)
- 1946: Adolf Klinger (kommissarisch)
- 1946–1948: Gustav Meder (SED)
- 1948–1950: Hermann Tütig
- 1950: Kurt Walter (LDPD) (1. September – 31. Oktober, kommissarisch)
- 1950: Walter Stöß (1. November – 10. Dezember)
- 1950–1955: Kurt Walter (LDPD)
- 1955–1959: Gottfried Hahnewald
- 1959–1965: Hellmuth Walter (LDPD)
- 1965–1970: Oskar Zoubek
- 1970–1983: Hellmuth Schudack (LDPD)
- 1983–1989: Rainer Simmang (SED)
- 1989–1990: Isolde Thiele (SED, später parteilos)
- 1990: Heinz Hartstein (CDU, später SPD und parteilos; wurde gewählt, trat das Amt aber nicht an.)
- 1990–2001: Dietrich Schulte (FDP)
- 2001–2021: Dietmar Buchholz (parteilos)[15]
- seit 2021: Albrecht Gubsch (parteilos)

Beigeordnete bzw. (2000–2016) Bürgermeister
- 1993–2001: Hans-Joachim Zimmermann (CDU)
- 2001–2016: Guido Storch (CDU)

Seit 9. Januar 2016 gibt es durch Änderung der Hauptsatzung keinen dem Oberbürgermeister untergeordneten Bürgermeister mehr.
| Wahl | Bürgermeister    | Vorschlag                | Wahlergebnis (in %) |
| ---- | ---------------- | ------------------------ | ------------------- |
| 2021 | Albrecht Gubsch  | Gubsch                   | 40,3                |
| 2015 | Dietmar Buchholz | Buchholz                 | 64,1                |
| 2008 | Dietmar Buchholz | Buchholz                 | 58,9                |
| 2001 | Dietmar Buchholz | Bürgerliste/Händlerliste | 48,1                |
| 1994 | Dietrich Schulte | FDP                      | 71,7                |

### Wappen
Das Wappen der Stadt Löbau führt in einem roten Schild unter einem goldenen Bogen einen heraldisch rechts blickenden silbernen Löwen, der von zwei Türmen eingerahmt ist.

### Verwaltungsgemeinschaft
Mit den Nachbargemeinden Lawalde, Großschweidnitz und Rosenbach besteht eine Verwaltungsgemeinschaft, deren erfüllende Gemeinde die Stadt Löbau ist.

### Partnerstädte
Polen: Lubań (Lauban), Sechsstadt
 Deutschland: Ettlingen in Baden-Württemberg, Große Kreisstadt
 Ungarn: Makó
 Frankreich: Épernay

## Kultur und Sehenswürdigkeiten
Siehe: Liste der Kulturdenkmale in Löbau, Liste der Brunnen, Denkmäler und Skulpturen in Löbau und Liste der Naturdenkmale in Löbau

### Haus Schminke

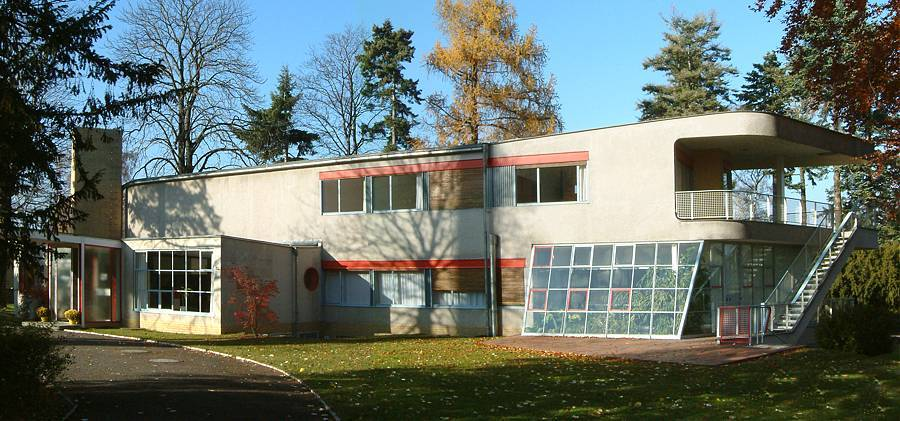
Haus Schminke/Scharoun

Das Haus Schminke in der Kirschallee 1b ist eines der bedeutendsten Werke der klassischen Moderne und ein Beispiel für das so genannte „Neue Bauen“, wie es an der Kunstakademie Breslau und am Bauhaus entwickelt wurde. Das Löbauer Haus wurde von 1930 bis 1933 von Hans Scharoun für Fritz & Charlotte Schminke geplant. Es gilt als Hauptwerk Scharouns im Bereich des privaten Wohnbaues. Es ist daher Ziel von Fachexkursionen aus aller Welt und Gegenstand zahlreicher Veröffentlichungen. Für Fachinteressierte ist die Übernachtung möglich. Universitäten und Hochschulen können das Haus für Workshops und Seminare nutzen.
Das Haus Schminke stellt sich in die Reihe namhaftester Vertreter der Moderne wie der Villa Tugendhat von Ludwig Mies van der Rohe, der Villa Savoye von Le Corbusier sowie dem Haus Kaufmann (Fallingwater) von Frank Lloyd Wright ein.

Den Garten gestaltete Herta Hammerbacher, die damalige Ehefrau des Landschaftsarchitekten Hermann Mattern. Beide arbeiteten in Gemeinschaft mit dem berühmten Gärtner und Staudenzüchter Karl Foerster.

### König-Friedrich-August-Turm

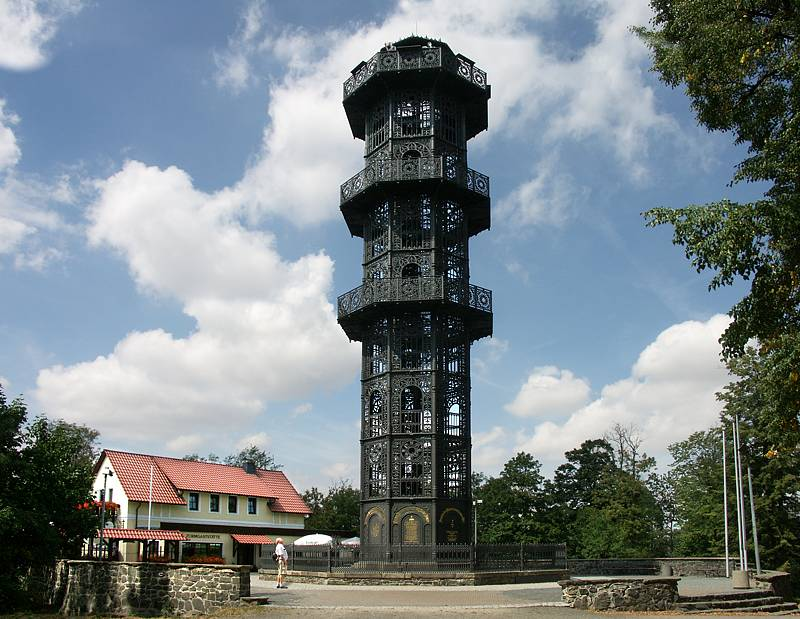
König-Friedrich-August-Turm

Auch einfach oft Gusseiserner Turm genannt, ist ein bautechnisches Denkmal auf dem Löbauer Berg. Vom 28 Meter hohen Aussichtsturm aus dem Jahre 1854 besteht gute Rundumsicht.
Er hat eine gusseiserne Baukonstruktion aus etwa eintausend Einzelteilen, überwiegend durch Steckverbindungen mit Bleiverschlag montiert, und ein Gesamtgewicht von etwa 70 t.
Sein Erbauer war der Bäckermeister Friedrich August Bretschneider, der den Bau mit ca. 25 Tausend Talern finanzierte. Die Eisenteile des Turmes wurden in der Eisenhütte Bernsdorf/OL gegossen und tragen eine neo-byzantinische und neo-gotische Ornamentik. Der achteckige Turm verfügt über drei Galerien (12, 18 und 24 m Höhe), die über eine 120-stufige Wendeltreppe erreichbar sind. Eine grundlegende Sanierung mit Demontage und Wiederaufbau erfolgte in den Jahren 1993/94.

### Maschinenhaus Löbau

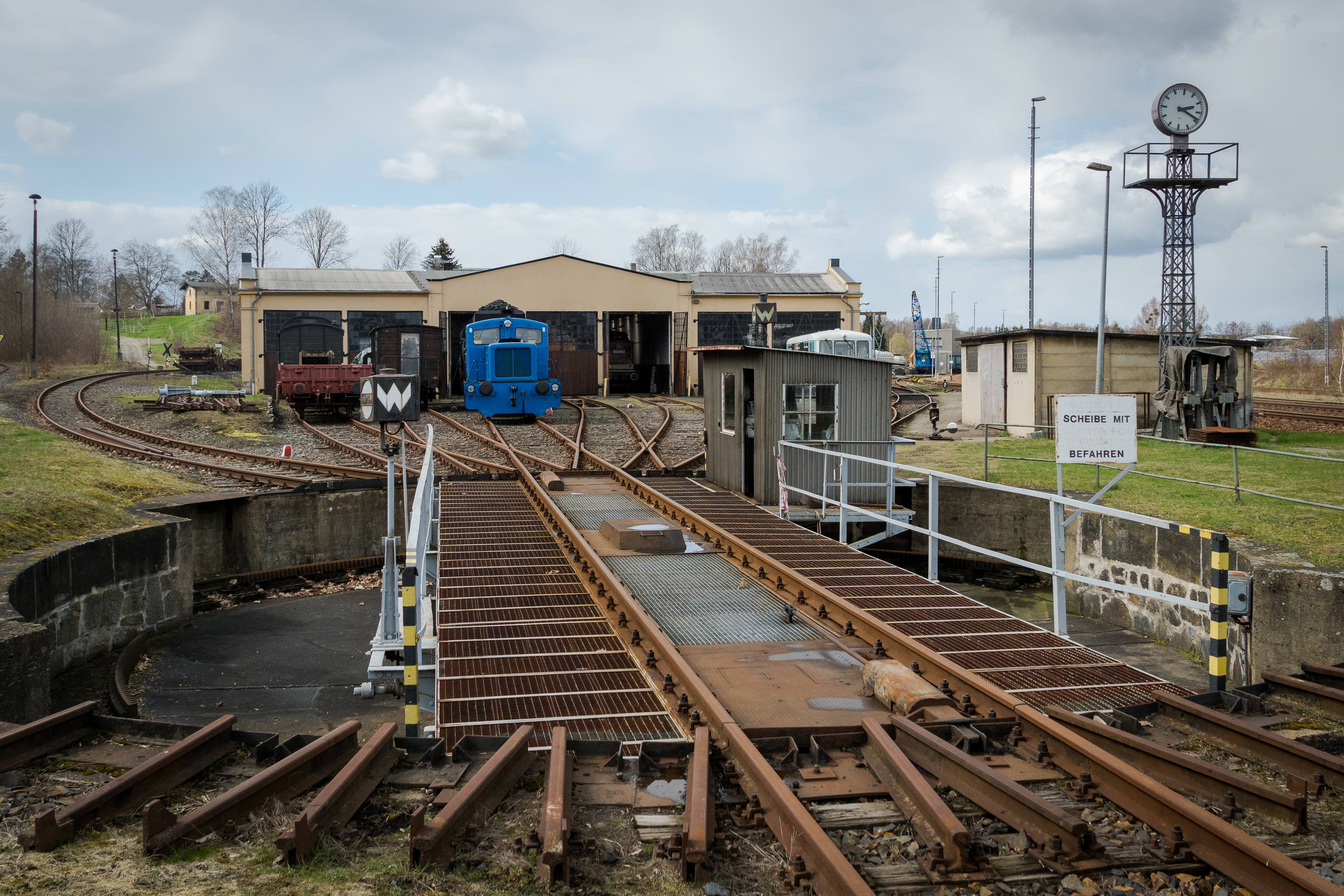
Das Maschinenhaus Löbau mit der 15-m-Segmentdrehscheibe

Das Maschinenhaus wurde als „Maschinenreparatur-Nebenwerkstätte zu Löbau“ nach den Plänen Max Maria von Webers am westlichen Bahnhofsende errichtet und 1859 in Betrieb genommen. Das Maschinenhaus diente bis 1994 zuletzt als Lokeinsatzstelle des Bahnbetriebswerkes Bautzen als Unterstellmöglichkeit und Werkstatt für Lokomotiven und wird seit dem vom Verein Ostsächsische Eisenbahnfreunde als Vereinsdomizil und Eisenbahnmuseum betrieben. Nachdem der Verein das Gebäude im Jahr 2006 von der Deutschen Bahn erwerben konnte, wurde das Gebäude bis 2010 aufwändig saniert. Das Maschinenhaus gilt als das älteste noch erhaltene sächsische Heizhaus.

### Landesgartenschau 2012
Die 6. Sächsische Landesgartenschau fand vom 28. April bis 14. Oktober 2012 auf dem etwa 20 Hektar großen ehemaligen Industriegelände am Löbauer Wasser (Fa. Römer, Fa. Rabe, später LAUTEX und Oberlausitzer Zuckerfabrik bzw. Südzucker) statt.
Die unweit des Friedenshains gelegene Industriebrache wurde in eine Parklandschaft umgestaltet, die auch über die Landesgartenschau hinaus zur Erholung genutzt werden kann. Für die Umsetzung vergab der Bund Deutscher Landschaftsarchitekten 2013 den Ersten Preis des Deutschen Landschaftsarchitektur-Preises.

### Kulturzentrum Johanniskirche
Im „Kulturzentrum des Sechsstädtebundes und der Euroregion Neiße“ in der Johanniskirche, einer ehemaligen Klosterkirche der Franziskaner aus dem 14. Jahrhundert, gibt es regelmäßige Kulturangebote der Genres Konzert, Theater, Kabarett und Kino.

### Stadtmuseum

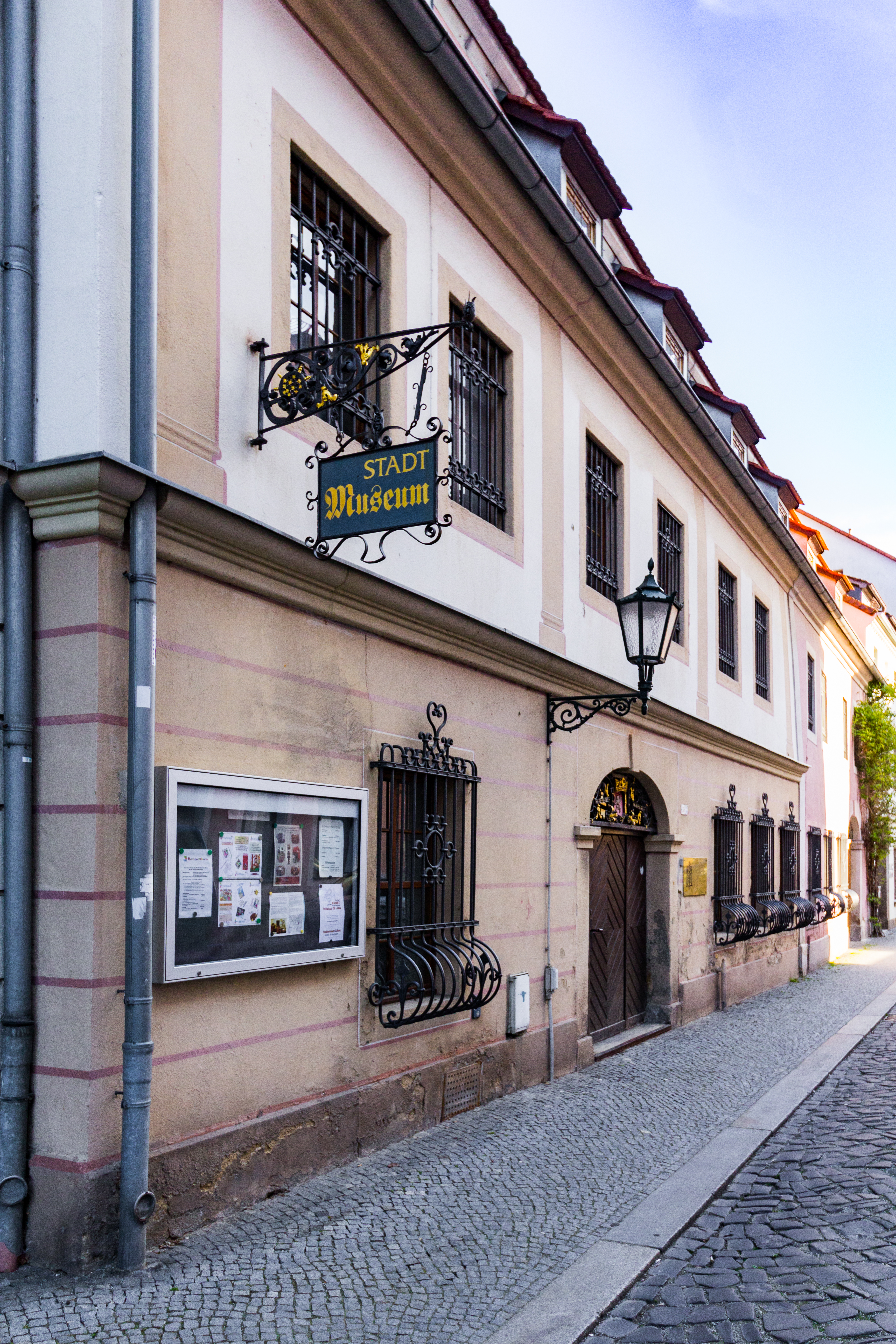
Stadtmuseum

Das „Oberlausitzer Sechsstädtebund- und Handwerksmuseum / Stadtmuseum Löbau“ in der Johannisstraße bietet ständig Sonderausstellungen sowie eine ausführliche Dauerausstellung zur Geschichte des Sechsstädtebundes, der Geschichte des Oberlausitzer Handwerks und der Geschichte der Stadt Löbau.

### Sonstige Bauwerke
- barockes Rathaus (Altmarkt 1) von 1714 mit Mondphasenuhr, einer der deutschlandweit letzten innerhalb eines Rathauses erhaltenen Fleischbänke und einzigem innerhalb des Sechsstädtebundes noch bewirtschaftetem historischem Ratskeller (Einbau 1935/36); erbaut von 1710 bis 1714 durch Heinrich Prescher aus Zittau aus Resten des Vorgängerbaus aus dem 15. Jahrhundert; 1825, 1842 und 1891 innere und äußere Veränderungen, 1990–1993 äußere Restaurierung
- St.-Nikolai-Kirche (1293) ist die Hauptkirche der Stadt (Evangelisch-Lutherische Kirchgemeinde)
- Die Kirche Mariä Namen (1892) gehört zur römisch-katholischen Kirchgemeinde. Eine baugleiche Schwesterkirche befindet sich im österreichischen Selzthal in der Steiermark.
- Johanniskirche (erste Erwähnung als Klosterkirche des Franziskanerordens im Jahr 1336)[20]
- Heilig-Geist-Kirche
- Humboldtsäule, Wettersäule
- König-Albert-Bad, heute Restaurant
- Villa Sanssouci (1889), Hartmannstraße/Ecke August-Bebel-Straße
- Brücknersche Villa (1901), Brücknerring
- Brücke der Jugend, Steinbogenbrücke von 1926/27; Wichtige Verkehrsbrücke der Stadt
- drei ehemals vor den Stadttoren Richtung Bautzen, Görlitz und Zittau befindliche Kursächsische Postdistanzsäulen als Nachbildungen, wobei bei den Säulen vom ehem. Görlitzer und Zittauer Tor die Wappen vertauscht wurden
- Siegesdenkmal im Friedenshain als Teil der Parkanlage Friedenshain
- Skulptur des Stadtpfeifers (Innere Bautzener Straße 6)[21]
- barocke Bürgerhäuser am Altmarkt

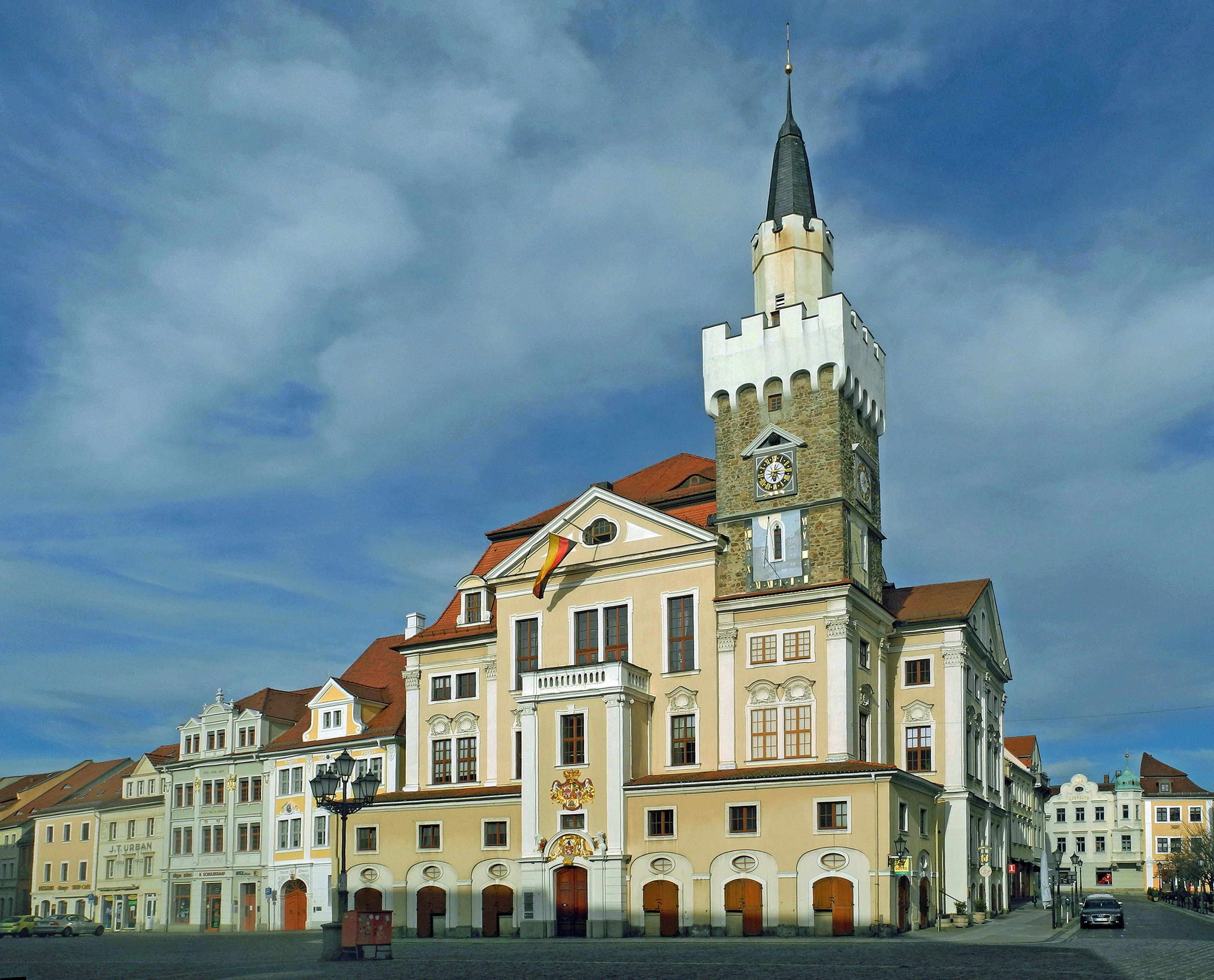
Löbauer Rathaus
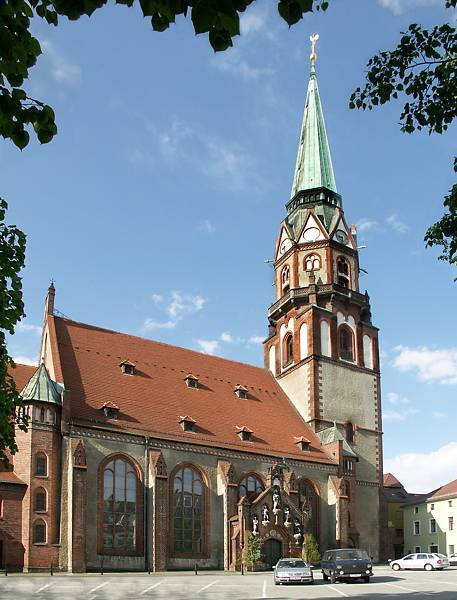
St.-Nikolai-Kirche
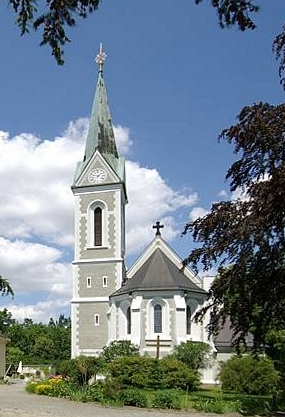
Katholische Kirche Mariä Namen, geweiht 1892
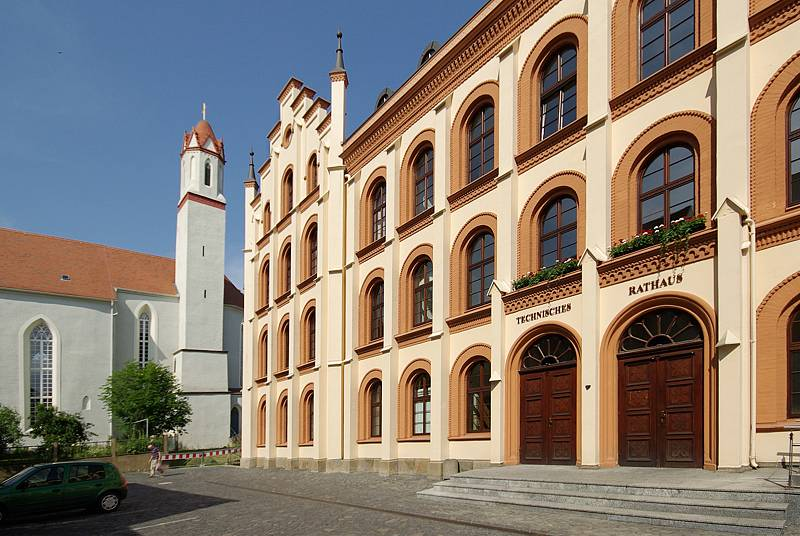
Johanniskirche und ehemalige Preuskerschule
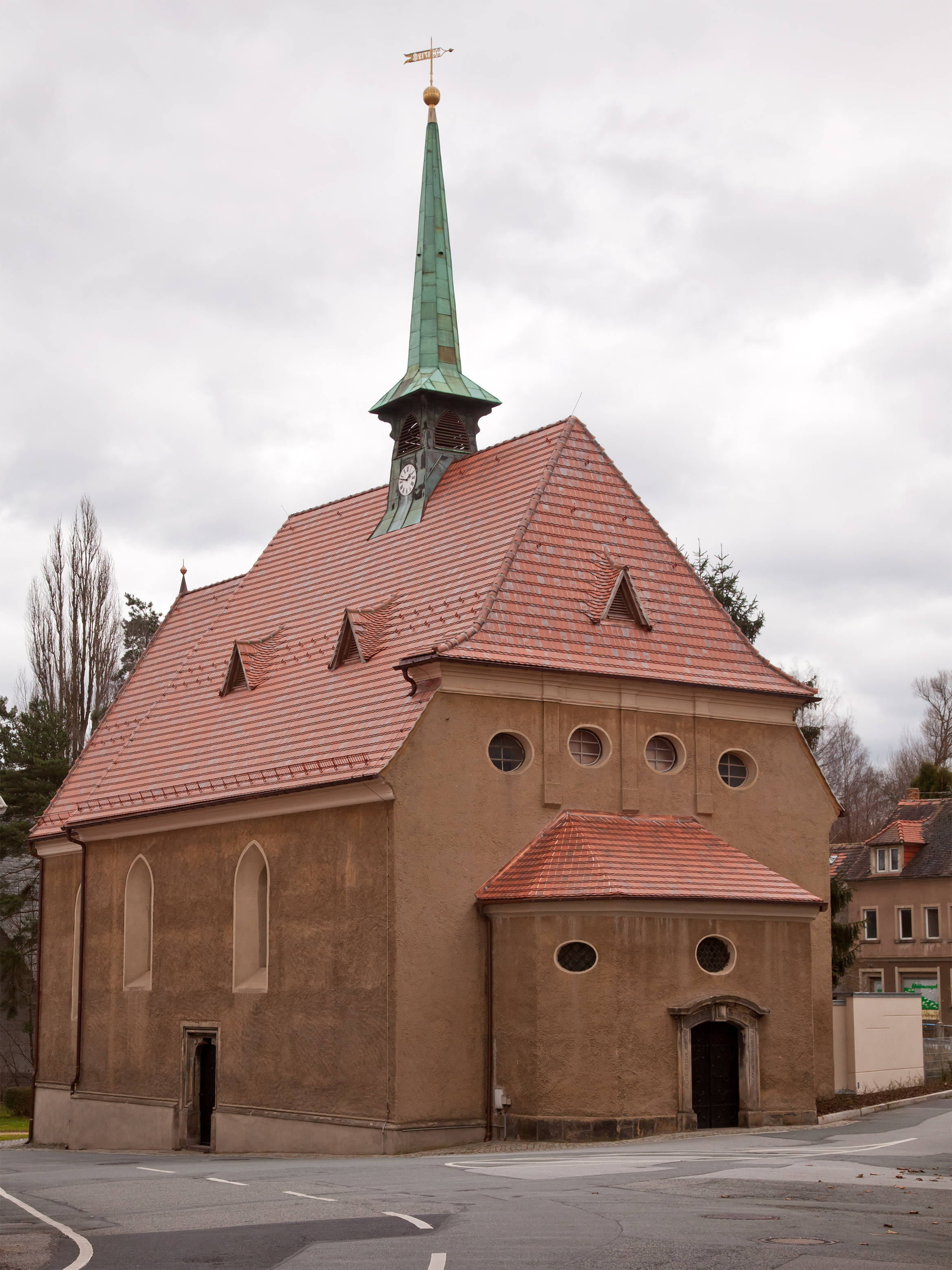
Heilig-Geist-Kirche
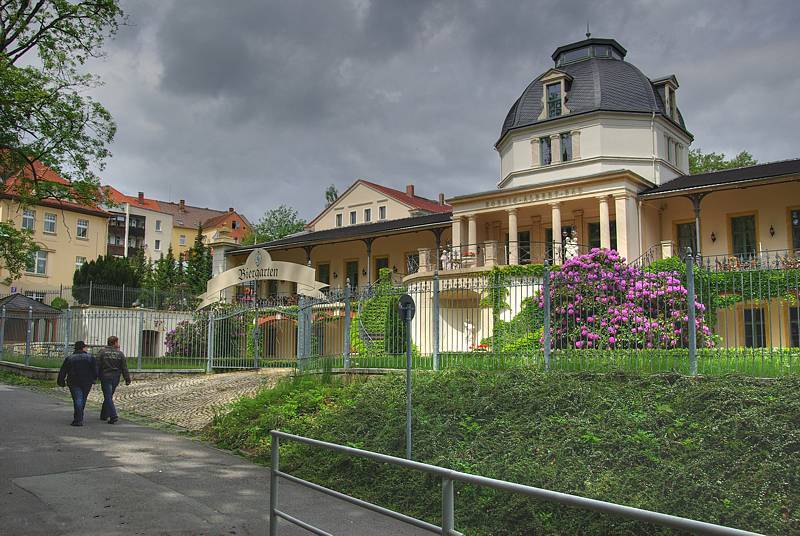
König-Albert-Bad
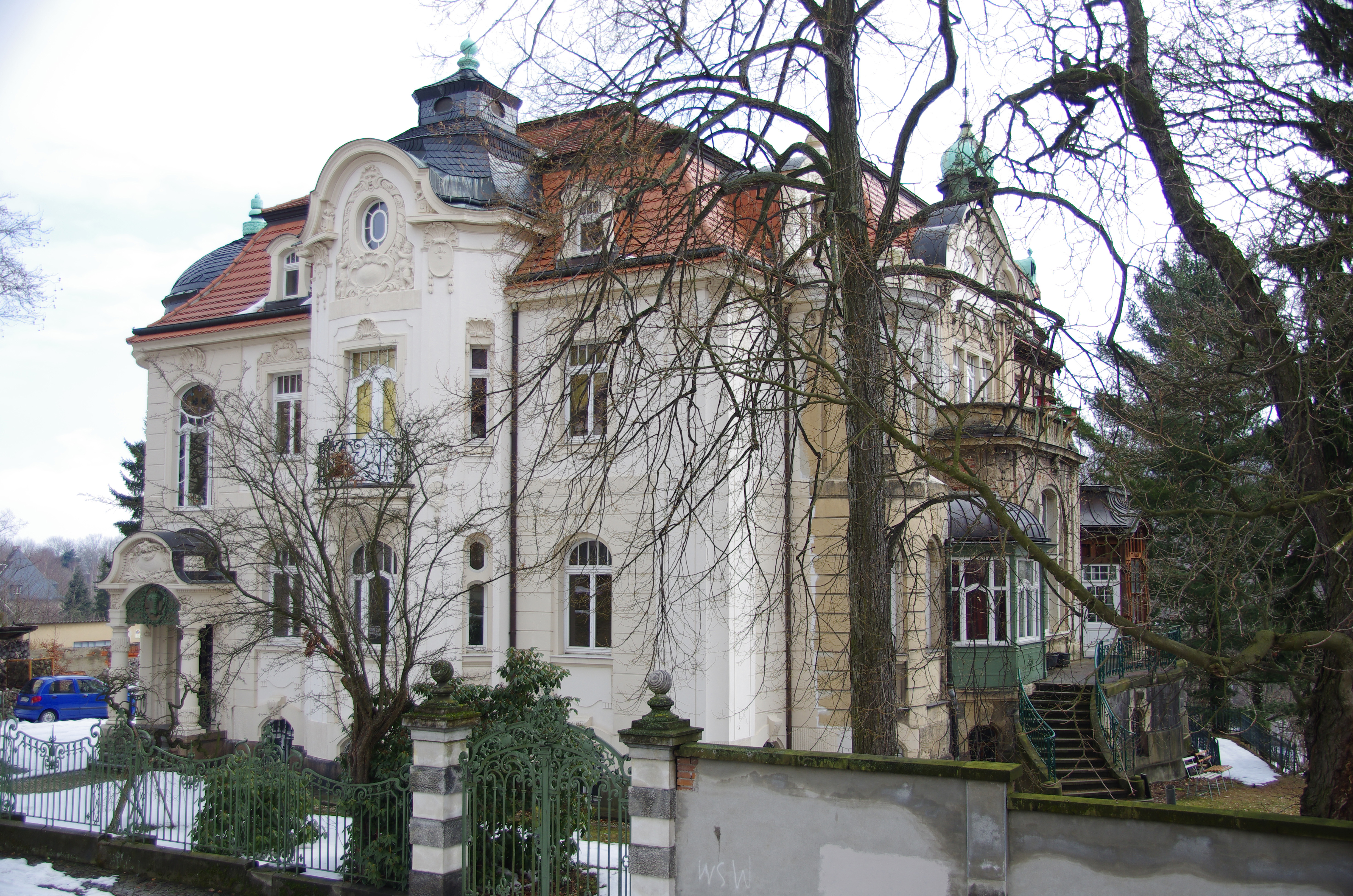
Brücknersche Villa
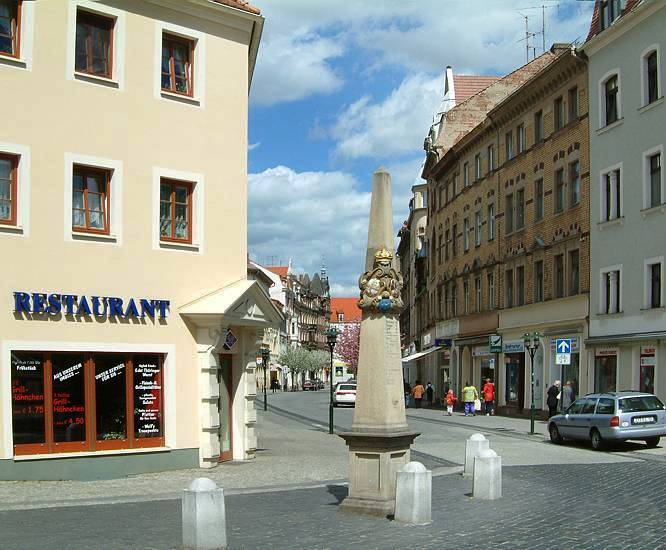
Postdistanzsäule, Bahnhofstraße
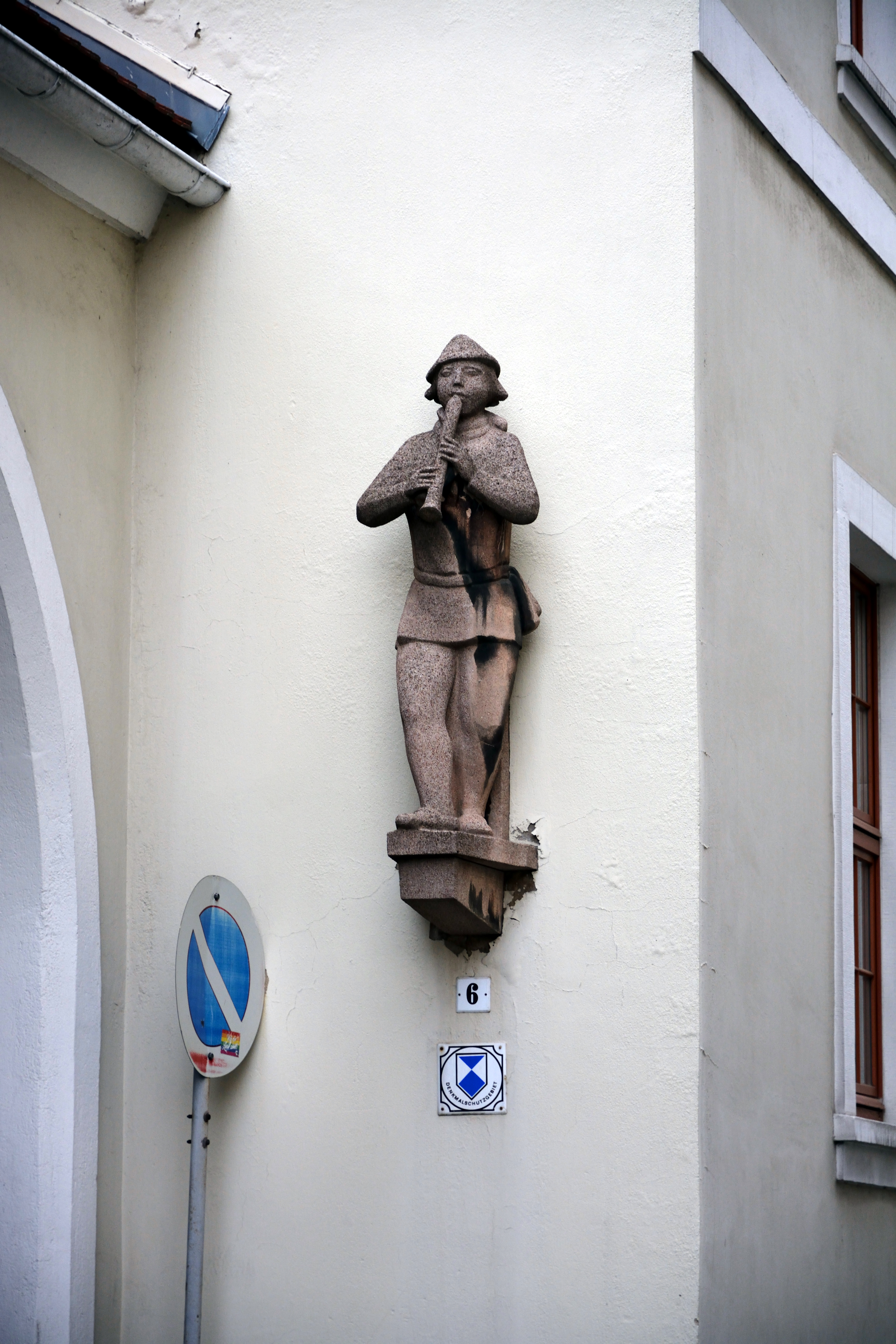
Skulptur des Stadtpfeifers
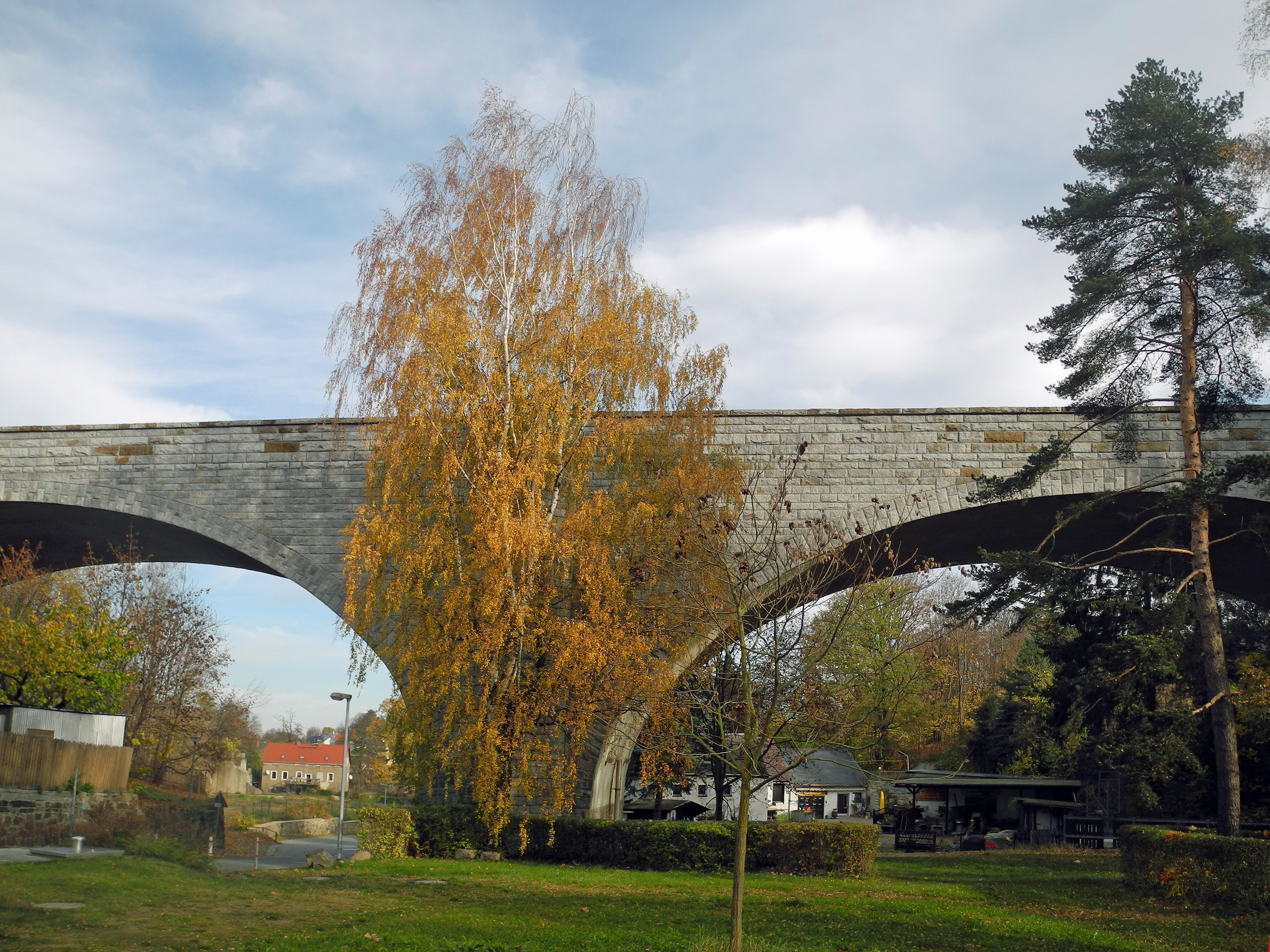
Brücke der Jugend

### Gedenkstätten
- Grabstätten und Gedenkstein am Südwestabhang des Jäckelberges für die acht kriegsmüden Wehrmachtssoldaten Hubert Dieteren, Erwin Fuhrig, Karl Koroschetz, Johann Kromp, Erich Radke, Rudolf Schmidt, Siegfried Wulf sowie einen namentlich Unbekannten, die im Mai 1945 nach Verrat ihres Verstecks ermordet wurden
- Gedenktafel im Geschwister-Scholl-Gymnasium für den am 5. April 1943 im Zuchthaus Berlin-Plötzensee ermordeten Kommunisten Alfred Schmidt-Sas
- Sandstein-Stele aus dem Jahre 1988 am Nordflügel des Amtsgerichts am Promenadenring 3 zur Erinnerung an die jüdischen Opfer der Shoa von Löbau
- Gedenkstein von 1960 gegenüber dem Haus Promenadenring 12 zur Erinnerung an den KPD-Vorsitzenden Ernst Thälmann, der 1944 im KZ Buchenwald ermordet wurde

### Sport
- FSV Empor Löbau, ehemaliger Fußballverein
- SV Horken Kittlitz, mit den Abteilungen Rugby, Fußball, Tischtennis, Volleyball
- SV Lautitz 96, Fußballverein
- ASG Vorwärts Löbau, ehemaliger Fußballverein
- PSV (Polizeisportverein) Löbau, Sektionen Karate und Volleyball[22]
- KV Löbau, Kegelverein
- SV Lok Löbau, Radball, Seniorensport, Schach
- OSC Löbau, Volleyball, Leichtathletik, Laufsport, Kempo

## Wirtschaft und Infrastruktur

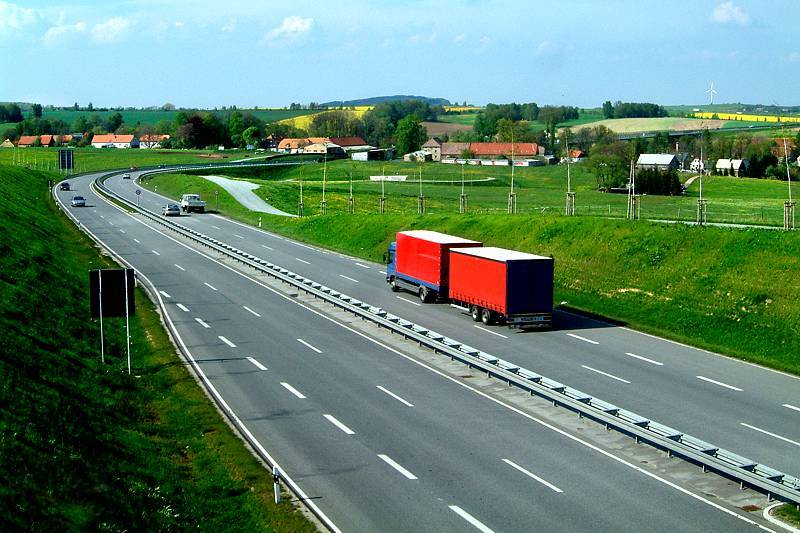
Ortsumfahrung Löbau B 178

### Verkehr

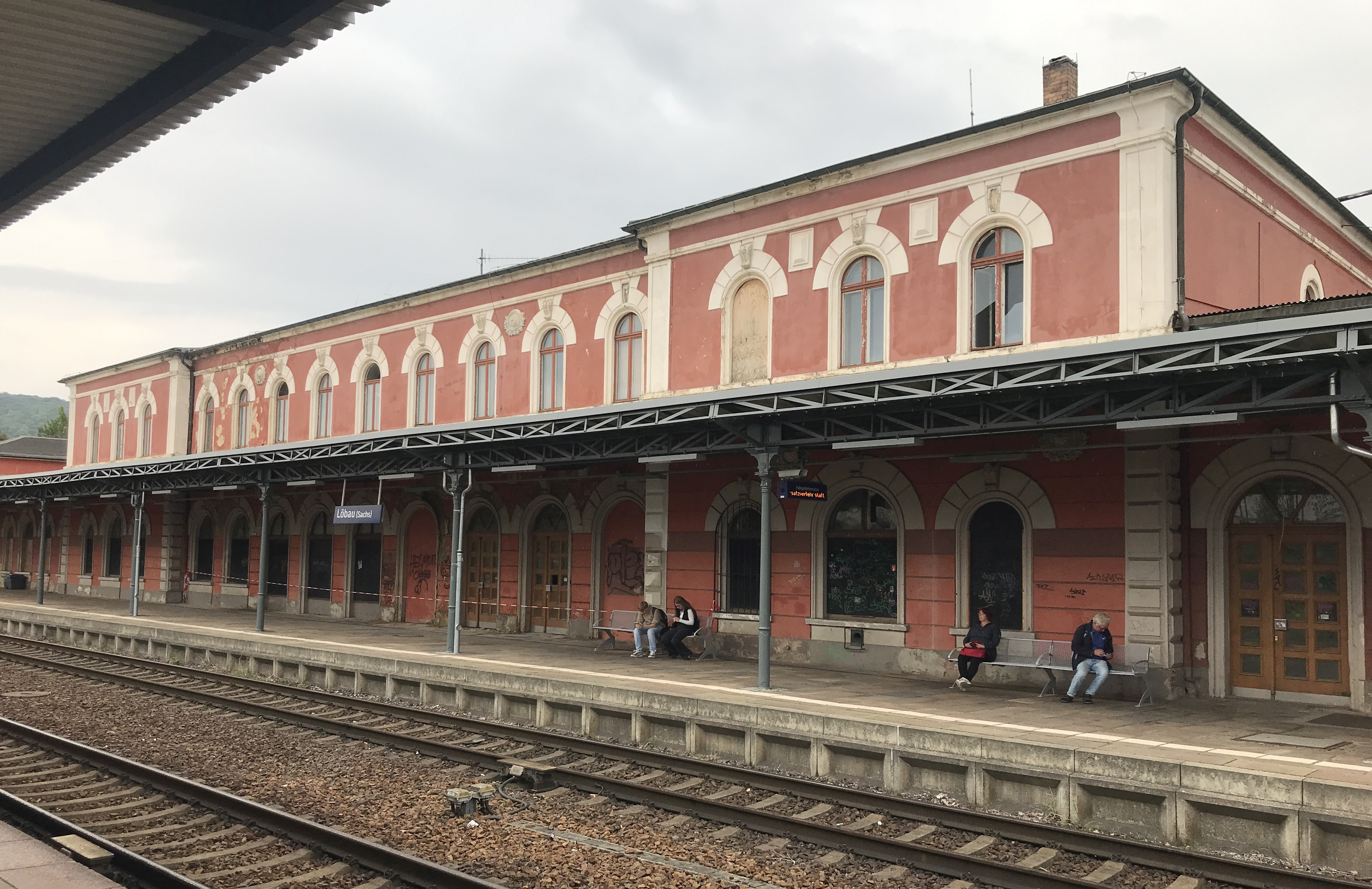
Bahnhof Löbau (Sachs), Gleisseite (erbaut 1846)

Der Bahnhof Löbau (Sachs) liegt an den Bahnstrecken Görlitz–Dresden, Ebersbach–Löbau, Zittau–Löbau, Großpostwitz–Löbau und Löbau–Radibor, von denen die letzten drei nicht mehr befahren werden. Das Empfangsgebäude im Rundbogenstil wurde 1846 errichtet und stammt aus der Eröffnungszeit der Sächsisch-Schlesischen Eisenbahn und wurde in den folgenden Jahrzehnten erweitert und umgebaut. 1928  erreichte der Bahnhof seine größte Ausdehnung und umfasste 51 Gleise, die über 115 Weichen miteinander verbunden waren.
Löbau liegt an den Bundesstraßen 6 (Dresden–Görlitz) und 178 nach Zittau. Die nächstgelegene Anschlussstelle Weißenberg zur A 4 befindet sich etwa 15 km nördlich. Derzeit wird an Verlegung und Ausbau der B 178 von Löbau nach Zittau sowie deren Verlängerung bis zur Bundesautobahn 4 bei Weißenberg gebaut. Bisher wurden die Ortsumgehung von Löbau sowie der größte Teil der Strecke nach Zittau fertiggestellt.
Ein Radweg führt von Löbau durch das Cunewalder Tal nach Großpostwitz, wo Anschluss an den Spreeradweg besteht.

### Ansässige Unternehmen

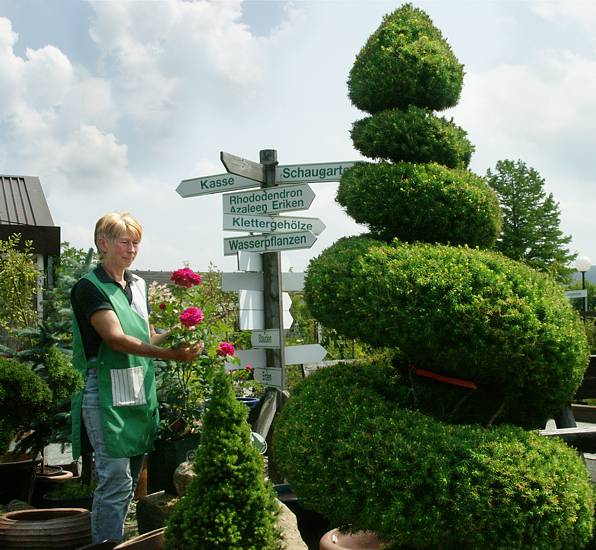
Baum- und Rosenschule Löbau

1834 erbaute Johann Gottlob Hildebrandt die erste Löbauer Fabrik, eine Rot- und Buntgarnfärberei. Bis zur Wende war die Textilindustrie neben der Produktion von Lebensmitteln einer der wichtigsten Löbauer Erwerbszweige. So hatte Löbau eine Molkerei, eine Zuckerfabrik und eine Nudelfabrik, die Firma Loeser & Richter. Aber auch das Bierbrauen hat eine lange Tradition. Noch heute gibt es die Bergquell-Brauerei von 1846. Die Zuckerfabrik der Südzucker AG wurde im Herbst 2002 geschlossen.
1864 gründete Reinhard Neumann die Löbauer Baum- und Rosenschulen.
1896 gründete Josef Johann Kumpf die Firma J. Kumpf & Co. „Granitwerke und Steinbruchbetrieb“, deren Handwerk sich mit der Verarbeitung von Naturstein beschäftigt. 1947 wurde das Unternehmen von der sowjetischen Besatzung enteignet und in Staatsbesitz überführt. Der Besitzer wurde zusammen mit seinem Sohn verhaftet. Sie kamen nach einem Schauprozess, bei dem ihnen nichts zur Last gelegt werden konnte, wieder frei unter der Voraussetzung, dass sie die Sowjetische Besatzungszone verlassen würden. Sie ließen sich mit ihren Familien in Berlin und Süddeutschland nieder. 1991 wurde das Unternehmen unter dem Namen „Löbau Granit GmbH“ neu gegründet. Im Jahre 2010 wurde das Unternehmen endgültig geschlossen.
Von 1918 bis 1998 bestand ein Bahnbetriebswagenwerk, in dem Güter- und Personenwagen der Deutschen Reichsbahn gewartet wurden.
Als Traditionsunternehmen im Klavier- und Pianobau ist die Firma August Förster in Löbau seit 1859 ansässig. Die Tischlerei Pötschke GmbH (seit 1856) die auf eine 150-jährige Tradition zurückschaut und seit 1996 auf dem Gewerbegebiet Löbau ansässig ist.
Die Firma Palfinger unterhält in Löbau ein Werk zur Produktion von Hubarbeitsbühnen.
Die Leuchtenbaufirma Hess GmbH hatte in Löbau ein Zweigwerk von dem auch der internationale Markt beliefert wurde. Für das anspruchsvolle Design und hochwertige Verarbeitung erhielt die Firma regelmäßig Auszeichnungen. In Folge der Insolvenz des Vorgängers „Hess AG“ schloss das Werk zum 31. August 2013.
Die Firma Stempel Schmorrde ist seit dem Jahre 1865 in Löbau ansässig. Anfangs als Buch- und Zeitungsdruckerei, entwickelte sich das Unternehmen zu einem der führenden Stempel- und Schilderbetriebe Deutschlands. Im firmeneigenen Museum können die Geschichte der Gutenbergschen Buchdruckerei und Maschinen rund um dieses Thema besichtigt werden.
Löbau ist auch der Sitz des international bekannten Trance-Musiklabels Euphonic Records.
Anfänglich in Reichenbach/Oberlausitz ansässig, bezog das 1994 gegründete Unternehmen ULT Umwelt-Lufttechnik im Jahr 2000 seinen Firmensitz im Gewerbegebiet Kittlitz. Die ULT AG entwickelt und fertigt Absaug- und Filtergeräte und -anlagen für Industrie, Handwerk, Forschung und Medizin.
Die EDB Datenbankgesellschaft Hanel mbH betreut in der Region eine große Anzahl von Firmen beim Internetmarketing.

### Medien

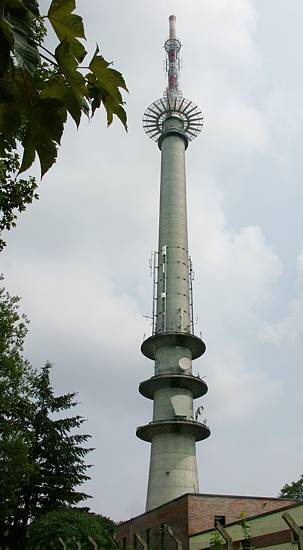
Fernsehturm auf dem Schafberg

In Löbau erscheint als Tageszeitung eine Lokalausgabe der in Dresden erscheinenden Sächsischen Zeitung (SZ).

### Öffentliche Einrichtungen
Löbau hat unter anderem ein Amtsgericht, eine Geschäftsstelle der Bundesagentur für Arbeit, ein Finanzamt, eine Dienststelle der Bundespolizei (bisher Bundesgrenzschutz), eine Außenstelle des Landratsamtes des Landkreises Görlitz, eine Rettungsleitstelle, eine Geschäftsstelle der Landesversicherungsanstalt sowie ein Staatliches Rechnungsprüfungsamt, als nachgeordnete Dienststelle des Sächsischen Rechnungshofes.

### Bildung
In Löbau befinden sich folgende Schulen in Trägerschaft der Stadt:
- zwei Grundschulen: Grundschule „Am Löbauer Berg“ in Löbau-Ost und Grundschule Kittlitz
- eine Oberschule: Heinrich-Pestalozzi-Oberschule

In Trägerschaft des Landkreises Görlitz befinden sich im Stadtgebiet Löbau:
- zwei Gymnasien: Geschwister-Scholl-Gymnasium und ein Wirtschaftsgymnasium
- zwei Berufsschulen: Berufliches Schulzentrum „August Förster“ und das Berufliche Schulzentrum für Wirtschaft und Technik
- eine Musikschule
- eine Volkshochschule

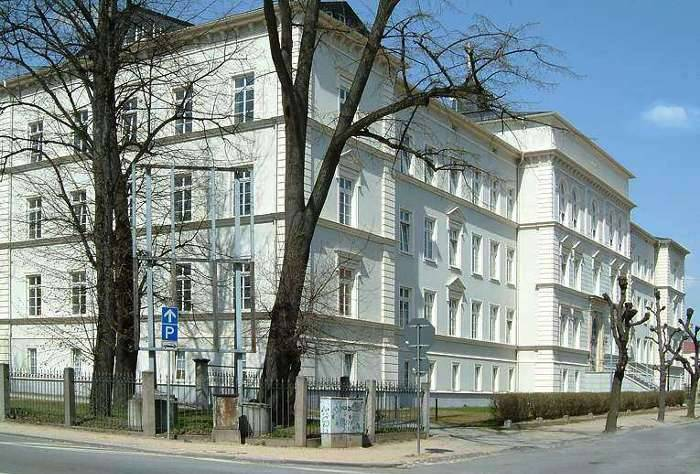
Geschwister-Scholl-Gymnasium
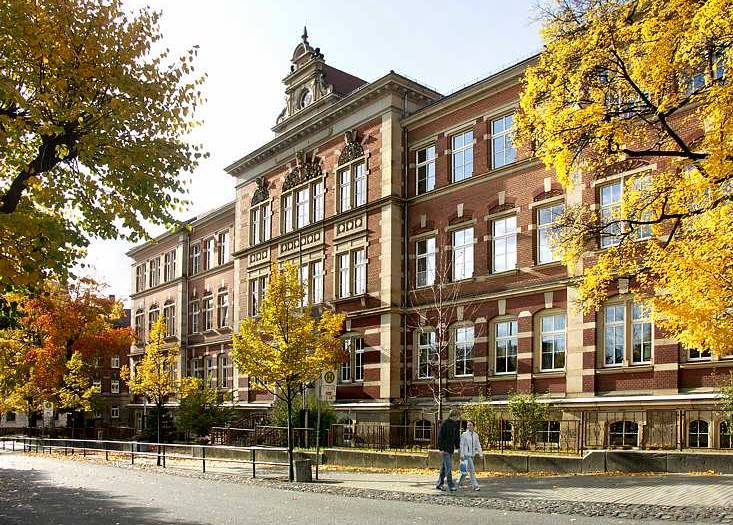
Heinrich-Pestalozzi-Oberschule

## Personen

### Söhne und Töchter der Stadt
- Barthel Lauterbach der Ältere (1515–1578), Hof- und Kammerrat, Landrentmeister und Oberamtmann
- Hieronymus Lauterbach (1531–1577), Astronom, Mathematiker, Kalendermacher und Humanist
- Johann Lauterbach (1531–1593), Pädagoge, Kirchenlieddichter und Geschichtswissenschaftler
- Traugott Immanuel Jerichow (unbekannt–1734), evangelischer Theologe und Kirchenlieddichter
- Christian Trautmann (1678–1740), Bürgermeister, Naturforscher und Schriftsteller
- Karl Gotthelf von Hund und Altengrotkau (1722–1776), im heutigen Stadtteil Unwürde geborener Gutsbesitzer und Freimaurer
- Karl August Schlockwerder (1741–1800), Generalstaatsanwalt und Bürgermeister von Wittenberg
- Gidion Görner (1748–1800), Großkauf- und Handelsherr, Societät Leinen- und Textilhandel mit Amerika[26]
- Karl Benjamin Preusker (1786–1871), Vorkämpfer der Volksbüchereibewegung
- Carl Wilhelm Traugott von Mayer (1796–1864), Jurist, Rittergutsbesitzer und Abgeordneter des Sächsischen Landtags
- Moritz Thieme (1799–1849), Buchhändler, Erzähler und Autor von Kinder- und Jugendbüchern
- Friedrich Oskar von Schwarze (1816–1886), Jurist und Abgeordneter des Sächsischen Landtags und des Reichstags
- Karl August Mosig von Aehrenfeld (Korla Awgust Mosak-Kłosopólski, 1820–1898), Jurist und Reichstagsabgeordneter, geboren in Eiserode
- Moritz Jastrowitz (1839–1912), Psychiater, Neurologe und Internist
- Oskar Schneider (1841–1903), Lehrer, Natur- und Heimatforscher
- Emil Eule (1843–1887), Komponist
- Hermann Rückwardt (1845–1919), Architekturfotograf und Verleger
- Moritz Alexander Bartsch (1845–1918), Reichsgerichtsrat
- Alfred Moschkau (1848–1912), Publizist, Lyriker und Regionalforscher
- Albert Schmaltz (1850–1923), Generalmajor
- Heinrich Curt Brückner (1851–1922), Apotheker, stellvertretender Bürgermeister, Königlich Sächsischer Hofrat, Ehrenbürger der Stadt Löbau
- Friedrich Wilhelm Kühlmorgen (1851–1932), Jurist und konservativer Politiker, MdL (Königreich Sachsen)
- Richard Beeger (1852–1929), sächsischer Staatsbeamter
- Julius Sandt (1856–1928), Unternehmer, Brauereidirektor
- Theobald Hofmann (1861–1953), deutscher Architekt, Professor und Fachbuchautor
- Richard Lattorf (1864–1959), geboren in Tiefendorf, Kaufmann, Industriemanager und Generaldirektor der Naturasphalt AG
- Marie Wackwitz (1865–1930), sozialistische Politikerin, Frauenrechtlerin und Journalistin
- Alwin Mittasch (1869–1953), geboren in Großdehsa, Chemiker
- Hugo Grille (1870–1962), Richter am Sächsischen Oberverwaltungsgericht sowie Kreishauptmann der Kreishauptmannschaft Chemnitz
- Julius Dehne (1873–1950), Jurist, Verwaltungsbeamter und Politiker (DDP, DStP, LDP), 1926 bis 1927 Sächsischer Finanz- und Innenminister 1927
- Horst von Metzsch (1874–1946), General der Artillerie und Militärhistoriker
- Felix Zimmermann (1874–1946), Schriftsteller, Journalist und Kunstkritiker
- Willibalt Apelt (1877–1965), Staatsrechtslehrer und Politiker (DDP), Sächsischer Staatsminister des Innern 1927 bis 1929
- Viktor Hermann Günther (1879–1965), evangelischer Geistlicher
- Josefa Elstner-Oertel (1888–1969), Bibliothekarin und Märchenerzählerin
- Fritz Brauer (1889–1939), Architekt
- Harry von Craushaar (1891–1970), Jurist, SS-Brigadeführer und Verwaltungsbeamter
- Willi Auerswald (1894–1956), gehörte zum KZ-Personal des Konzentrationslagers Mauthausen und des Unterlagers Steyr
- Georg Scholze (1897–1945), Generalmajor im Zweiten Weltkrieg
- Helmut Bulling (1899–nach 1945), Jurist und Bürgermeister von Meerane (NSDAP)
- Valentin Kielinger (1901–1969), Politiker (CDU), Stadtrat bzw. Senator für Justiz in Berlin
- Rudolf Hallig (1902–1964), Romanist und Sprachwissenschaftler
- Gerhard Benzig (1903–1974), Maler und Grafiker
- Ilse Scharge-Nebel (1904–1988), Glasgestalterin
- Gotthard Franz (1904–1991), Bauingenieur und Hochschullehrer
- Heinrich Seeliger (1907–1995), deutscher Brigadegeneral a. D. und Leiter des Militärischen Abschirmdienstes (MAD) von 1964 bis 1967
- Christoph Kaempf (1913–2001), Jurist und Japanologe
- Wolfgang Bobeth (1918–1996), Textiltechniker
- Rudolf Růžička (1920–2011), Slawist und Linguist
- Karl Keßner (1924–2014), Flexograf, Obermeister des Stempelhandwerks und Unternehmer, Ehrenbürger von Löbau
- Rudolf Thierbach (* 1926), Politiker (SPD), Landrat des Landkreises Usingen
- Christa Golf (1928–2015), Gitarristin, Hochschuldozentin an der Hochschule für Musik Carl Maria von Weber (Dresden)
- Gerhard Schulz (1928–2022), Literaturwissenschaftler und Hochschullehrer
- Peter Mitzscherling (1928–1996), Politiker (SPD), Senatsdirektor in Berlin, MdB
- Heinz Jacob (1929–2020), Prähistoriker
- Karl Günter Wünsche (1931–1996), Lyriker, Prosa-, Hörspiel- und Drehbuchautor
- Werner Brand (1933–2021), Maler und Grafiker
- Hans-Peter Thietz (1934–2018), Publizist und Politiker (FDP, Bund Frei8er Bürger, parteilos), Volkskammerabgeordneter und Abgeordneter mit Beobachterstatus im Europaparlament
- Konrad Kujau (1938–2000), Maler und Kunstfälscher, Fälscher der Hitler-Tagebücher
- Rolf Reinicke (* 1943), Geologe, Buchautor und Landschaftsfotograf
- Herbert Fischer-Solms (1946–2022), Sportjournalist
- Andreas Kniepert (* 1950), Landesvorsitzender der Thüringer FDP und FDP-Fraktionsvorsitzender im Thüringer Landtag
- Bernd Böhlich (* 1957), Filmregisseur
- Wieland Niekisch (* 1957), Politiker (CDU), Mitglied des Landtags von Brandenburg
- Gerd Kerper (* 1960), Fußballspieler
- Uwe Proske (* 1961), Olympiasieger im Degenfechten (Mannschaft)
- Michael Reimer (* 1961), Fußballspieler
- Peter Hinz (* 1964), Chirurg
- Anne-Kathrin Schade (* 1968), Volleyball-Nationalspielerin
- Jörg Weißelberg (* 1968), Gitarrist und Musikproduzent
- Christiane Ernst-Zettl (* 1970), Berufssoldatin
- Reiko Brockelt (* 1971), Jazzsaxophonist
- Jana Henke (* 1973), Schwimmerin
- André Förster (* 1973), Verleger
- Andreas Proft (* 1973), Sportkletterer
- Mirko Müller (* 1974), Eiskunstläufer
- Jens Vilela Neumann (* 1976), Theaterregisseur, Künstlerischer Leiter, Autor und Dozent
- Matthias Schmidt (* 1976), Psychologe und Arbeitswissenschaftler
- René Münnich (* 1977), Autorennfahrer, Rennstallbesitzer und Unternehmer
- Elena Halangk (* 1977), Schauspielerin und Model
- Kyau & Albert, DJs und Musikproduzenten
- Roman Israel (* 1978), Schriftsteller
- Franziska Schubert (* 1982), Politikerin (Bündnis 90/Die Grünen), Abgeordnete im Sächsischen Landtag
- Sven Brajer (* 1984), Historiker, Museologe und Journalist
- Freya-Maria Klinger (* 1984), Politikerin (Die Linke), Mitglied des Sächsischen Landtags
- Benjamin Holtschke (* 1985), Schauspieler
- Nora Hansel (* 1985), Triathletin
- Robert Koch (* 1986), Fußballspieler
- Mario Kumpf (* 1986), Politiker (AfD), Abgeordneter im Sächsischen Landtag
- Christian Reitz (* 1987), Sportschütze

### Personen, die vor Ort gewirkt haben
- Andreas Kadner († 1659), Organist, Kantor und Komponist
- Christian Behrnauer (1649–1720), Hauptpfarrer
- Johann Gottfried Heinitz (1712–1790), Pädagoge und Kirchenlieddichter
- August Förster (1829–1897), Klavierfabrikant
- August Frind (1852–1924), deutsch-böhmischer Künstler, 1872 für ein halbes Jahr als Lithograf in Löbau tätig[27]
- Carl Wilhelm August Weber (1871–1957), Direktor der Löbauer Bank, Reichstagsabgeordneter
- Fritz Schminke (1897–1971), Unternehmer
- Lothar Mosler (1913–1995), Historiker und Hochschullehrer; Ende der 40er Jahre Mitglied der SED-Kreisleitung Löbau und Leiter der Kreisparteischule in Kleindehsa
- Herbert Fischer (1914–2006), Diplomat der DDR; war nach dem Zweiten Weltkrieg Lehrer und Schuldirektor in Löbau

### Ehrenbürger
- seit 4. September 1860: Karl Benjamin Preusker (1786–1871), Wegbereiter des öffentlichen Bibliothekswesens[28]
- seit 30. September 1860: Friedrich Oskar von Schwarze (1816–1886), Jurist, Oberstaatsanwalt, Generalstaatsanwalt zu Dresden
- seit 1861: Eduard von Könneritz (1802–1875), Kreisdirektor, Regierungsrat, Vorstand der Königlich-Sächsischen Kreisdirektion Bautzen
- seit 16. April 1871: Heinrich August Klose (1799–1884), Kantor, Oberlehrer, Ritter pp.
- seit 1872?: Paul Freiherr von Gutschmidt (1822–1904), Kreisdirektor in Bautzen
- seit 1883: Heinrich Woldemar von Beust (1818–1898), Kreishauptmann
- seit 25. September 1886: Wilhelm Bernhard Würkert (1815–1888), Pastor Primarius, Kirchenrat
- seit 1895: Hermann Freiherr von Salza und Lichtenau (1829–1915), Kreishauptmann von Bautzen
- seit 1895 (Beschluss am 22. Februar 1895, Überreichung am 8. Mai 1895): Fürst Otto von Bismarck (1815–1898), Reichskanzler
- seit 1906: Joachim Caspar Anton Richard von Schlieben (1848–1908), Kreishauptmann von Bautzen, Sächsischer Kultusminister
- seit 27. Juni 1909: Ernst Traugott Katzer (1839–1921), Pastor Primarius, Kirchenrat
- seit 1917: Paul von Hindenburg (1847–1934), Offizier, Politiker, Reichspräsident
- seit 29. Dezember 1921 (Beschluss am 20. Dezember 1921): Heinrich Curt Brückner, Hofrat, Ratsmitglieder der Stadt von 1889 bis 1921[29]
- seit 1936: M. Würkert, Primarius
- seit 24. Mai 1944: Herbert Lorenz (1915–1994), Oberfeldwebel, erster Ritterkreuzträger
- seit 30. April 1948: Otto Staudinger (1867–1952)[30]
- seit 24. März 1950: Erich Viehweg (1880–1950), Ministerialrat, erster Löbauer Kreisschulrat nach Beendigung des Zweiten Weltkrieges
- seit 22. Juni 2001: Karl Keßner (1924–2014), Flexograf, Obermeister des Stempelhandwerks
- seit 12. Januar 2012: Volker Stange, Landrat a. D.
- seit 3. Juni 2016: Steffen Dittmar, Präsident des Sächsischen Brauerbundes und Geschäftsführer der Bergquell Brauerei Löbau GmbH

Für nichtig erklärte Ehrenbürgerschaften:
- Ehrenbürgerbeschluss am 11. März 1933: Adolf Hitler (1889–1945), Aberkennungsbeschluss am 5. Oktober 1990
- Ehrenbürgerbeschluss am 16. Juni 1933: Martin Mutschmann (1879–1947), Aberkennungsbeschluss am 5. Oktober 1990